# Polska Liga Siatkówki (2003/2004)
Polska Liga Siatkówki 2003/2004 − 68. sezon mistrzostw Polski (4. sezon jako ligi profesjonalnej) organizowany przez Profesjonalną Ligę Piłki Siatkowej SA pod egidą PZPS. Zainaugurowany został 4 października 2003 roku i trwał do 20 kwietnia 2004 roku.
Rozgrywki składały się z fazy zasadniczej, w której uczestniczyło 10 zespołów, fazy-play-off składającej się z ćwierćfinałów, półfinałów, meczów o miejsca 5-8, meczów o 3. miejsce i finałów oraz fazy play-out, w której zespoły rywalizowały o miejsca 9-10.
Tytuł mistrza Polski po raz pierwszy w historii zdobył klub Ivett Jastrzębie Borynia, który w finałach fazy play-off pokonał klub PZU AZS Olsztyn. Brązowy medal zdobył klub Pamapol AZS Częstochowa.
W sezonie 2003/2004 w Lidze Mistrzów Polskę reprezentowały Mostostal-Azoty Kędzierzyn-Koźle oraz Pamapol AZS Częstochowa, natomiast w Pucharze CEV – Ivett Jastrzębie Borynia oraz EKS Skra Bełchatów.

## System rozgrywek

### Faza zasadnicza
W fazie zasadniczej 10 drużyn rozgrywa ze sobą po dwa spotkania systemem „każdy z każdym – mecz i rewanż”. Do fazy play-off awans uzyskuje 8 najlepszych drużyn. Drużyny, które zajęły 9. i 10. miejsce po zakończeniu fazy zasadniczej, trafiają do fazy play-out.

### Faza play-off
Ćwierćfinały

O mistrzowski tytuł grają drużyny, które po zakończeniu fazy zasadniczej zajęły w tabeli miejsca od 1 do 8. Ćwierćfinałowe pary tworzone są według klucza: 1-8; 2-7; 3-6; 4-5. Rywalizacja toczy się do trzech wygranych meczów ze zmianą gospodarza po dwóch meczach. Gospodarzami pierwszych dwóch spotkań są zespoły, które po fazie zasadniczej zajęły wyższe miejsce w tabeli.
Półfinały

W półfinałach grają zwycięzcy z poszczególnych par ćwierćfinałowych. Pierwszą parę półfinałową tworzą zwycięzca rywalizacji 1-8 ze zwycięzcą rywalizacji 4-5, drugą natomiast - zwycięzca rywalizacji 2-7 ze zwycięzcą rywalizacji 3-6. Drużyny grają do trzech wygranych meczów ze zmianą gospodarza po dwóch meczach. Gospodarzami pierwszych dwóch spotkań są zespoły, które po fazie zasadniczej zajęły wyższe miejsce w tabeli.
Mecze o 3. miejsce

O brązowy medal grają przegrani w parach półfinałowych. Rywalizacja toczy się do trzech wygranych meczów ze zmianą gospodarza po dwóch meczach. Gospodarzem pierwszych dwóch spotkań jest zespół, który po fazie zasadniczej zajął wyższe miejsce w tabeli.
Finały

O tytuł mistrzowski grają zwycięzcy w parach półfinałowych. Rywalizacja toczy się do trzech wygranych meczów ze zmianą gospodarza po dwóch meczach. Gospodarzem pierwszych dwóch spotkań jest zespół, który po fazie zasadniczej zajął wyższe miejsce w tabeli.
Mecze o miejsca 5-8

Przegrani par ćwierćfinałowych tworzą pary meczowe na podstawie miejsc zajętych w fazie zasadniczej. Pierwszą parę meczową tworzą drużyny, które w fazie zasadniczej zajęły najwyższe i najniższe miejsce, natomiast drugą parę meczową pozostałe zespoły. Rywalizacja toczy się do dwóch wygranych meczów. Gospodarzami pierwszych meczów są zespoły, które po fazie zasadniczej zajęły niższe miejsce w tabeli. W pozostałych do zakończenia rywalizacji meczach gospodarzami są zespoły wyżej sklasyfikowane w tabeli fazy zasadniczej.
Mecze o 7. miejsce

O 7. miejsce grają przegrani w parach meczowych o miejsca 5-8. Rywalizacja toczy się do dwóchwygranych meczów. Gospodarzami pierwszych meczów są zespoły, które po fazie zasadniczej zajęły niższe miejsce w tabeli. W pozostałych do zakończenia rywalizacji meczach gospodarzami są zespoły wyżej sklasyfikowane w tabeli fazy zasadniczej.
Mecze o 5. miejsce

O 5. miejsce grają zwycięzcy w parach meczowych o miejsca 5-8. Rywalizacja toczy się do dwóch wygranych meczów. Gospodarzami pierwszych meczów są zespoły, które po fazie zasadniczej zajęły niższe miejsce w tabeli. W pozostałych do zakończenia rywalizacji meczach gospodarzami są zespoły wyżej sklasyfikowane w tabeli fazy zasadniczej.

### Faza play-out
Mecze o 9. miejsce

Drużyny z miejsc 9-10 po fazie zasadniczej walczą o utrzymanie się w Polskiej Lidze Siatkówki. Rywalizacja toczy się do czterech wygranych meczów. Gospodarzem pierwszego spotkania jest zespół, który po fazie zasadniczej zajął wyższe miejsce w tabeli, gospodarzem drugiego natomiast - ten, który zajął niższe miejsce w tabeli. Od trzeciego meczu zmiana gospodarza następuje po dwóch rozegranych spotkaniach.
Przegrany w rywalizacji o 9. miejsce opuszcza Polską Ligę Siatkówki i od sezonu 2003/2004 będzie miał prawo uczestniczyć w rozgrywkach I ligi serii B.
Wygrany w rywalizacji o 9. miejsce rozgrywa mecze barażowe z drużyną, która w klasyfikacji końcowej I ligi serii B zajęła 2. miejsce. Rywalizacja toczy się do trzech wygranych meczów ze zmianą gospodarza po dwóch meczach. Gospodarzem pierwszych dwóch spotkań jest zespół, który w klasyfikacji końcowej Polskiej Ligi Siatkówki zajął 9. miejsce.

## Drużyny uczestniczące
| | Polska Liga Siatkówki 2003/2004      |   |     |
| --- | ------------------------------------ | - | --- |
| KED | Mostostal-Azoty Kędzierzyn-Koźle     | 1 | LM  |
| CZE | Pamapol AZS Częstochowa              | 2 | LM  |
| JAS | Ivett Jastrzębie Borynia             | 3 | CEV |
| SOS | KP Polska Energia Sosnowiec          | 4 |     |
| OLS | PZU AZS Olsztyn                      | 5 |     |
| BEŁ | EKS Skra Bełchatów                   | 6 | CEV |
| WRO | Gwardia Wrocław                      | 7 |     |
| NYS | NKS Nysa                             | 9 |     |
| | Awans z I ligi serii B               |   |     |
| WAR | AZS Politechnika Warszawska          | 1 |     |
| BIE | BBTS Siatkarz Original Bielsko-Biała | 3 |     |
| Oznaczenia: - kolumna pierwsza – skróty nazw drużyn wpisane na mapie (jeśli ta została zamieszczona), - kolumna trzecia – miejsce zajęte przez daną drużynę w poprzednim sezonie. |                                      |   |     |

Uwagi:
- W oparciu o upoważnienie, określone w par. 12. ust. 2 regulaminu profesjonalnego współzawodnictwa w piłce siatkowej mężczyzn, Rada Nadzorcza na posiedzeniu w dniu 19 sierpnia 2003 roku podjęła decyzję o wykluczeniu Morza Szczecin z rozgrywek Polskiej Ligi Siatkówki ze względu na sytuację finansową klubu, niezdolnego do pokrywania swoich zobowiązań finansowych, w tym zaległości wobec zawodników i trenerów drużyny, przekraczających znacznie poziom dopuszczalny regulaminem PLS. Drużyna BBTS Siatkarz Original Bielsko-Biała zastąpiła Morze Szczecin, wygrywając rozgrywany w dniach 26-28 września 2003 roku w Radomiu turniej barażowy.
- Europejska Konfederacja Piłki Siatkowej (CEV) nie dopuściła klubu KP Polska Energia Sosnowiec do Ligi Mistrzów ze względu na wciąż obowiązującą trzyletnią karę zakazu występów w europejskich pucharach nałożoną na klub za wycofanie się w sezonie 2000/2001 z europejskich rozgrywek. Prawo udziału w Lidze Mistrzów uzyskał wicemistrz Polski w sezonie 2002/2003 - Pamapol AZS Częstochowa.
- PZU AZS Olsztyn wycofał się z Pucharu CEV. Jego miejsce zajął EKS Skra Bełchatów.

### Turniej barażowy

#### Tabela
| Lp. | Drużyna                              | Pkt | Mecze | Mecze | Mecze | Sety | Sety | Sety  | Małe punkty | Małe punkty | Małe punkty |
| Lp. | Drużyna                              | Pkt | M     | W     | P     | wyg. | prz. | ratio | zdob.       | str.        | ratio       |
| --- | ------------------------------------ | --- | ----- | ----- | ----- | ---- | ---- | ----- | ----------- | ----------- | ----------- |
| 1   | BBTS Siatkarz Original Bielsko-Biała | 6   | 3     | 3     | 0     | 9    | 2    | 4.500 | 276         | 231         | 1.195       |
| 2   | SPS Automark Zduńska Wola            | 5   | 3     | 2     | 1     | 7    | 5    | 1.400 | 280         | 285         | 0.982       |
| 3   | Chemik Bydgoszcz                     | 4   | 3     | 1     | 2     | 4    | 7    | 0.571 | 254         | 265         | 0.958       |
| 4   | AKS Resovia Rzeszów                  | 3   | 3     | 0     | 3     | 3    | 9    | 0.333 | 269         | 298         | 0.903       |

Źródło: sport.pl
Zasady ustalania kolejności: 1. liczba zdobytych punktów; 2. wyższy stosunek setów; 3. wyższy stosunek małych punktów.
Punktacja: zwycięstwo – 2 pkt; porażka – 1 pkt
     awans do Polskiej Ligi Siatkówki 2003/2004

#### Wyniki spotkań
| Data       | Godz. | Gospodarz                            | Rezultat                         | Gość                      |
| ---------- | ----- | ------------------------------------ | -------------------------------- | ------------------------- |
| 1. KOLEJKA |       |                                      |                                  |                           |
| 26.09.2003 | 16:00 | SPS Automark Zduńska Wola            | 3:1 (24:26, 25:21, 25:21, 25:21) | Chemik Bydgoszcz          |
| 26.09.2003 | 19:00 | BBTS Siatkarz Original Bielsko-Biała | 3:1 (25:27, 25:17, 25:17, 25:22) | AKS Resovia Rzeszów       |
| 2. KOLEJKA |       |                                      |                                  |                           |
| 27.09.2003 | 16:00 | BBTS Siatkarz Original Bielsko-Biała | 3:0 (25:21, 25:20, 25:21)        | Chemik Bydgoszcz          |
| 27.09.2003 | 19:00 | SPS Automark Zduńska Wola            | 3:1 (17:25, 28:26, 25:23, 25:21) | AKS Resovia Rzeszów       |
| 3. KOLEJKA |       |                                      |                                  |                           |
| 28.09.2003 | 10:00 | BBTS Siatkarz Original Bielsko-Biała | 3:1 (25:23, 26:28, 25:15, 25:20) | SPS Automark Zduńska Wola |
| 28.09.2003 | 13:00 | Chemik Bydgoszcz                     | 3:1 (26:28, 25:19, 27:25, 25:19) | AKS Resovia Rzeszów       |

## Hale sportowe
| Klub                                 | Hala sportowa                   | Miejscowość      | Liczba miejsc siedzących |
| ------------------------------------ | ------------------------------- | ---------------- | ------------------------ |
| AZS Politechnika Warszawska          | Hala Koło                       | Warszawa         | 1280                     |
| BBTS Siatkarz Original Bielsko-Biała | Hala sportowa przy ul. Widok 12 | Bielsko-Biała    | 1500                     |
| EKS Skra Bełchatów                   | Hala Centrum Sportu KWB         | Bełchatów        | 1500                     |
| Gwardia Wrocław                      | Hala Orbita                     | Wrocław          | 2000                     |
| Ivett Jastrzębie Borynia             | Hala KWK Borynia                | Jastrzębie-Zdrój | 800                      |
| KP Polska Energia Sosnowiec          | Hala widowiskowo-sportowa MOSiR | Sosnowiec        | 1400                     |
| Mostostal-Azoty Kędzierzyn-Koźle     | Hala Śródmieście                | Kędzierzyn-Koźle | 1300                     |
| NKS Nysa                             | Hala sportowa przy PWSZ         | Nysa             | 800                      |
| Pamapol AZS Częstochowa              | Hala Polonia                    | Częstochowa      | 2457                     |
| PZU AZS Olsztyn                      | Hala Urania                     | Olsztyn          | 2400                     |

## Trenerzy
| Klub                                 | Pierwszy trener    | Narodowość | Drugi trener        | Narodowość |
| ------------------------------------ | ------------------ | ---------- | ------------------- | ---------- |
| AZS Politechnika Warszawska          | Krzysztof Felczak  | Polska     | Rafał Prus          | Polska     |
| BBTS Siatkarz Original Bielsko-Biała | Wiesław Popik      | Polska     | —                   | —          |
| EKS Skra Bełchatów                   | Ireneusz Mazur     | Polska     | Jacek Nawrocki      | Polska     |
| Gwardia Wrocław                      | Ireneusz Kłos      | Polska     |                     |            |
| Ivett Jastrzębie Borynia             | Igor Prieložný     | Słowacja   | Leszek Dejewski     | Polska     |
| KP Polska Energia Sosnowiec          | Jerzy Salwin       | Polska     |                     |            |
| Mostostal-Azoty Kędzierzyn-Koźle     | Waldemar Wspaniały | Polska     | Andrzej Kubacki     | Polska     |
| NKS Nysa                             | Włodzimierz Madej  | Polska     | —                   | —          |
| Pamapol AZS Częstochowa              | Edward Skorek      | Polska     | Stanisław Gościniak | Polska     |
| PZU AZS Olsztyn                      | Grzegorz Ryś       | Polska     | Stanisław Iwaniak   | Polska     |

### Zmiany trenerów
| Klub                        | Były trener       | Narodowość | Data odejścia | Powód                          | Nowy trener       | Narodowość | Data przyjścia |       |
| --------------------------- | ----------------- | ---------- | ------------- | ------------------------------ | ----------------- | ---------- | -------------- | ----- |
| Przed sezonem               |                   |            |               |                                |                   |            |                |       |
| EKS Skra Bełchatów          | Wiesław Czaja     | Polska     | 31.05.2003    | koniec kontraktu               | Ireneusz Mazur    | Polska     | 01.06.2003     | [ 3 ] |
| Ivett Jastrzębie Borynia    | Jan Such          | Polska     | 07.05.2003    | koniec kontraktu               | Igor Prieložný    | Słowacja   | 28.05.2003     | [ 4 ] |
| NKS Nysa                    | Sławomir Gerymski | Polska     | 07.05.2003    | koniec kontraktu               | Włodzimierz Madej | Polska     | 20.07.2003     | [ 5 ] |
| W trakcie sezonu            |                   |            |               |                                |                   |            |                |       |
| AZS Politechnika Warszawska | Lech Zagumny      | Polska     | 04.11.2003    | rezygnacja trenera             | Krzysztof Felczak | Polska     | 07.11.2003     | [ 6 ] |
| KP Polska Energia Sosnowiec | Andrzej Urbański  | Polska     | 14.12.2003    | niezadowalające wyniki zespołu | Jerzy Salwin      | Polska     | 17.12.2003     | [ 7 ] |
| Gwardia Wrocław             | Maciej Jarosz     | Polska     | 09.02.2004    | niezadowalające wyniki zespołu | Ireneusz Kłos     | Polska     | 09.02.2004     | [ 8 ] |

## Sędziowie
W sezonie 2003/2004 w Polskiej Lidze Siatkówki mecze prowadziło 25 sędziów.
| Lista sędziów Polskiej Ligi Siatkówki w sezonie 2003/2004 | Lista sędziów Polskiej Ligi Siatkówki w sezonie 2003/2004 | Lista sędziów Polskiej Ligi Siatkówki w sezonie 2003/2004 | Lista sędziów Polskiej Ligi Siatkówki w sezonie 2003/2004 | Lista sędziów Polskiej Ligi Siatkówki w sezonie 2003/2004 | Lista sędziów Polskiej Ligi Siatkówki w sezonie 2003/2004 | Lista sędziów Polskiej Ligi Siatkówki w sezonie 2003/2004 | Lista sędziów Polskiej Ligi Siatkówki w sezonie 2003/2004 | Lista sędziów Polskiej Ligi Siatkówki w sezonie 2003/2004 | Lista sędziów Polskiej Ligi Siatkówki w sezonie 2003/2004 | Lista sędziów Polskiej Ligi Siatkówki w sezonie 2003/2004 | Lista sędziów Polskiej Ligi Siatkówki w sezonie 2003/2004 |
| Imię i nazwisko                                           | Rok urodzenia                                             | Województwo                                               | Liczba sędziowanych meczów                                | Liczba sędziowanych meczów                                | Liczba sędziowanych meczów                                | Liczba sędziowanych meczów                                | Liczba sędziowanych meczów                                | Liczba sędziowanych meczów                                | Liczba sędziowanych meczów                                | Liczba sędziowanych meczów                                | Liczba sędziowanych meczów                                |
| Imię i nazwisko                                           | Rok urodzenia                                             | Województwo                                               | Faza zasadnicza                                           | Faza zasadnicza                                           | Faza zasadnicza                                           | Faza play-off/play-out                                    | Faza play-off/play-out                                    | Faza play-off/play-out                                    | Razem                                                     | Razem                                                     | Razem                                                     |
| Imię i nazwisko                                           | Rok urodzenia                                             | Województwo                                               | I sędzia                                                  | II sędzia                                                 | Razem                                                     | I sędzia                                                  | II sędzia                                                 | Razem                                                     | I sędzia                                                  | II sędzia                                                 | Razem                                                     |
| --------------------------------------------------------- | --------------------------------------------------------- | --------------------------------------------------------- | --------------------------------------------------------- | --------------------------------------------------------- | --------------------------------------------------------- | --------------------------------------------------------- | --------------------------------------------------------- | --------------------------------------------------------- | --------------------------------------------------------- | --------------------------------------------------------- | --------------------------------------------------------- |
| Jan Baniak                                                | 1952                                                      | opolskie                                                  | 5                                                         | 3                                                         | 8                                                         | 3                                                         | 2                                                         | 5                                                         | 8                                                         | 5                                                         | 13                                                        |
| Wiesław Cieślik                                           | 1952                                                      | śląskie                                                   | 4                                                         | 3                                                         | 7                                                         | 1                                                         | 2                                                         | 3                                                         | 5                                                         | 5                                                         | 10                                                        |
| Henryk Darocha                                            | 1954                                                      | śląskie                                                   | 3                                                         | 4                                                         | 7                                                         | 1                                                         | 2                                                         | 3                                                         | 4                                                         | 6                                                         | 10                                                        |
| Ryszard Dietrich                                          | 1949                                                      | dolnośląskie                                              | 4                                                         | 3                                                         | 7                                                         | 2                                                         | 1                                                         | 3                                                         | 6                                                         | 4                                                         | 10                                                        |
| Piotr Dudek                                               | 1961                                                      | podkarpackie                                              | 4                                                         | 5                                                         | 9                                                         | 2                                                         | 1                                                         | 3                                                         | 6                                                         | 6                                                         | 12                                                        |
| Robert Dworak                                             | 1958                                                      | podkarpackie                                              | 4                                                         | 4                                                         | 8                                                         | 2                                                         | 3                                                         | 5                                                         | 6                                                         | 7                                                         | 13                                                        |
| Marcin Herbik                                             | 1972                                                      | mazowieckie                                               | 4                                                         | 3                                                         | 7                                                         | 3                                                         | 1                                                         | 4                                                         | 7                                                         | 4                                                         | 11                                                        |
| Jacek Hojka                                               | 1958                                                      | dolnośląskie                                              | 4                                                         | 4                                                         | 8                                                         | 1                                                         | 2                                                         | 3                                                         | 5                                                         | 6                                                         | 11                                                        |
| Grzegorz Jacyna                                           | 1956                                                      | dolnośląskie                                              | 4                                                         | 5                                                         | 9                                                         | 2                                                         | 3                                                         | 5                                                         | 6                                                         | 8                                                         | 14                                                        |
| Jarosław Janiak                                           | 1962                                                      | mazowieckie                                               | 1                                                         | 0                                                         | 1                                                         | 0                                                         | 1                                                         | 1                                                         | 1                                                         | 1                                                         | 2                                                         |
| Tomasz Janik                                              | 1967                                                      | mazowieckie                                               | 3                                                         | 2                                                         | 5                                                         | 1                                                         | 3                                                         | 4                                                         | 4                                                         | 5                                                         | 9                                                         |
| Dariusz Jasiński                                          | 1959                                                      | kujawsko-pomorskie                                        | 3                                                         | 4                                                         | 7                                                         | 3                                                         | 3                                                         | 6                                                         | 6                                                         | 7                                                         | 13                                                        |
| Wojciech Kasprzyk                                         | 1957                                                      | śląskie                                                   | 3                                                         | 4                                                         | 7                                                         | 2                                                         | 2                                                         | 4                                                         | 5                                                         | 6                                                         | 11                                                        |
| Andrzej Kiszczak                                          | 1952                                                      | mazowieckie                                               | 4                                                         | 4                                                         | 8                                                         | 2                                                         | 2                                                         | 4                                                         | 6                                                         | 6                                                         | 12                                                        |
| Grzegorz Klehr                                            | 1973                                                      | pomorskie                                                 | 3                                                         | 4                                                         | 7                                                         | 2                                                         | 2                                                         | 4                                                         | 5                                                         | 6                                                         | 11                                                        |
| Waldemar Kobienia                                         | 1965                                                      | opolskie                                                  | 4                                                         | 4                                                         | 8                                                         | 1                                                         | 1                                                         | 2                                                         | 5                                                         | 5                                                         | 10                                                        |
| Marek Lagierski                                           | 1971                                                      | śląskie                                                   | 3                                                         | 4                                                         | 7                                                         | 2                                                         | 0                                                         | 2                                                         | 5                                                         | 4                                                         | 9                                                         |
| Andrzej Lemek                                             | 1955                                                      | małopolskie                                               | 4                                                         | 4                                                         | 8                                                         | 2                                                         | 2                                                         | 4                                                         | 6                                                         | 6                                                         | 12                                                        |
| Krzysztof Łygoński                                        | 1958                                                      | pomorskie                                                 | 3                                                         | 3                                                         | 6                                                         | 2                                                         | 2                                                         | 4                                                         | 5                                                         | 5                                                         | 10                                                        |
| Wojciech Maroszek                                         | 1974                                                      | śląskie                                                   | 3                                                         | 4                                                         | 7                                                         | 2                                                         | 2                                                         | 4                                                         | 5                                                         | 6                                                         | 11                                                        |
| Marek Rubacha                                             | 1955                                                      | małopolskie                                               | 3                                                         | 4                                                         | 7                                                         | 2                                                         | 3                                                         | 5                                                         | 5                                                         | 7                                                         | 12                                                        |
| Janusz Soból                                              | 1959                                                      | mazowieckie                                               | 4                                                         | 4                                                         | 8                                                         | 2                                                         | 2                                                         | 4                                                         | 6                                                         | 6                                                         | 12                                                        |
| Mirosław Stando                                           | 1951                                                      | mazowieckie                                               | 5                                                         | 3                                                         | 8                                                         | 2                                                         | 1                                                         | 3                                                         | 7                                                         | 4                                                         | 11                                                        |
| Sylwester Strzylak                                        | 1957                                                      | mazowieckie                                               | 5                                                         | 4                                                         | 9                                                         | 3                                                         | 2                                                         | 5                                                         | 8                                                         | 6                                                         | 14                                                        |
| Krzysztof Szmydyński                                      | 1964                                                      | dolnośląskie                                              | 3                                                         | 4                                                         | 7                                                         | 3                                                         | 3                                                         | 6                                                         | 6                                                         | 7                                                         | 13                                                        |

## Faza zasadnicza

### Tabela wyników
| Gospodarz \ Gość1                    | KED | CZE | JAS | SOS | OLS | BEŁ | WRO | NYS | WAR | BIE |
| Mostostal-Azoty Kędzierzyn-Koźle     |     | 1:3 | 1:3 | 3:1 | 2:3 | 3:0 | 3:2 | 3:0 | 3:2 | 3:1 |
| Pamapol AZS Częstochowa              | 3:2 |     | 2:3 | 3:2 | 3:1 | 0:3 | 3:1 | 3:0 | 3:0 | 3:2 |
| Ivett Jastrzębie Borynia             | 3:0 | 2:3 |     | 3:1 | 3:0 | 3:1 | 3:2 | 3:0 | 3:0 | 3:0 |
| KP Polska Energia Sosnowiec          | 3:1 | 3:2 | 1:3 |     | 2:3 | 3:2 | 3:1 | 3:0 | 3:0 | 3:0 |
| PZU AZS Olsztyn                      | 3:0 | 3:2 | 3:1 | 0:3 |     | 1:3 | 3:0 | 3:0 | 3:0 | 3:0 |
| EKS Skra Bełchatów                   | 3:0 | 3:1 | 3:0 | 3:0 | 3:2 |     | 3:0 | 0:3 | 3:0 | 3:0 |
| Gwardia Wrocław                      | 0:3 | 3:1 | 0:3 | 3:0 | 2:3 | 2:3 |     | 3:2 | 1:3 | 3:0 |
| NKS Nysa                             | 2:3 | 3:0 | 0:3 | 3:1 | 0:3 | 0:3 | 3:1 |     | 1:3 | 3:1 |
| AZS Politechnika Warszawska          | 0:3 | 2:3 | 1:3 | 2:3 | 3:0 | 0:3 | 2:3 | 3:0 |     | 0:3 |
| BBTS Siatkarz Original Bielsko-Biała | 3:0 | 0:3 | 3:2 | 3:2 | 1:3 | 1:3 | 3:0 | 3:2 | 2:3 |     |

Źródło: archiwum.pls.pl
1 Drużyna gospodarzy jest wymieniona po lewej stronie tabeli.
Kolory:
  zwycięstwo gospodarzy 3:0 lub 3:1
  zwycięstwo gospodarzy 3:2
  zwycięstwo gości 3:0 lub 3:1
  zwycięstwo gości 3:2

### Terminarz i wyniki spotkań
| Data        | Godz. | Gospodarz                            | Rezultat                                | Gość                                 | Widzów |
| ----------- | ----- | ------------------------------------ | --------------------------------------- | ------------------------------------ | ------ |
| 1. KOLEJKA  |       |                                      |                                         |                                      |        |
| 04.10.2003  | 14:00 | AZS Politechnika Warszawska          | 0:3 (22:25, 16:25, 20:25)               | Mostostal-Azoty Kędzierzyn-Koźle     | 800    |
| 04.10.2003  | 17:00 | Pamapol AZS Częstochowa              | 3:0 (25:20, 25:17, 25:23)               | NKS Nysa                             | 2000   |
| 04.10.2003  | 17:00 | Ivett Jastrzębie Borynia             | 3:0 (26:24, 25:22, 25:18)               | BBTS Siatkarz Original Bielsko-Biała | 600    |
| 04.10.2003  | 17:00 | KP Polska Energia Sosnowiec          | 3:1 (24:26, 27:25, 25:19, 25:16)        | Gwardia Wrocław                      | 1200   |
| 04.10.2003  | 17:00 | PZU AZS Olsztyn                      | 1:3 (25:17, 16:25, 23:25, 22:25)        | EKS Skra Bełchatów                   | 2500   |
| 2. KOLEJKA  |       |                                      |                                         |                                      |        |
| 11.10.2003  | 14:00 | BBTS Siatkarz Original Bielsko-Biała | 3:2 (25:23, 25:16, 22:25, 22:25, 15:12) | KP Polska Energia Sosnowiec          | 600    |
| 11.10.2003  | 17:00 | AZS Politechnika Warszawska          | 0:3 (22:25, 18:25, 11:25)               | EKS Skra Bełchatów                   | 700    |
| 11.10.2003  | 17:00 | NKS Nysa                             | 0:3 (22:25, 17:25, 18:25)               | Ivett Jastrzębie Borynia             | 700    |
| 12.10.2003  | 15:00 | Mostostal-Azoty Kędzierzyn-Koźle     | 1:3 (23:25, 23:25, 25:18, 25:27)        | Pamapol AZS Częstochowa              | 1100   |
| 13.10.2003  | 18:00 | Gwardia Wrocław                      | 2:3 (18:25, 26:24, 16:25, 25:20, 11:15) | PZU AZS Olsztyn                      | 1850   |
| 3. KOLEJKA  |       |                                      |                                         |                                      |        |
| 18.10.2003  | 14:00 | Ivett Jastrzębie Borynia             | 3:0 (25:21, 25:22, 25:22)               | Mostostal-Azoty Kędzierzyn-Koźle     | 1000   |
| 18.10.2003  | 17:00 | Pamapol AZS Częstochowa              | 3:0 (25:18, 25:17, 25:15)               | AZS Politechnika Warszawska          | 1500   |
| 18.10.2003  | 17:00 | KP Polska Energia Sosnowiec          | 3:0 (25:21, 25:16, 25:14)               | NKS Nysa                             | 900    |
| 18.10.2003  | 17:00 | EKS Skra Bełchatów                   | 3:0 (25:19, 25:15, 25:22)               | Gwardia Wrocław                      | 1700   |
| 20.10.2003  | 18:00 | PZU AZS Olsztyn                      | 3:0 (25:17, 25:10, 25:10)               | BBTS Siatkarz Original Bielsko-Biała | 2100   |
| 4. KOLEJKA  |       |                                      |                                         |                                      |        |
| 25.10.2003  | 14:00 | Pamapol AZS Częstochowa              | 2:3 (25:23, 28:30, 25:23, 21:25, 9:15)  | Ivett Jastrzębie Borynia             | 2500   |
| 25.10.2003  | 17:00 | AZS Politechnika Warszawska          | 2:3 (25:21, 25:21, 20:25, 26:28, 13:15) | Gwardia Wrocław                      | 600    |
| 25.10.2003  | 18:30 | BBTS Siatkarz Original Bielsko-Biała | 1:3 (25:23, 22:25, 18:25, 23:25)        | EKS Skra Bełchatów                   | 800    |
| 25.10.2003  | 17:00 | NKS Nysa                             | 0:3 (19:25, 16:25, 16:25)               | PZU AZS Olsztyn                      | 800    |
| 26.10.2003  | 15:00 | Mostostal-Azoty Kędzierzyn-Koźle     | 3:1 (25:23, 25:11, 24:26, 25:14)        | KP Polska Energia Sosnowiec          | 1000   |
| 5. KOLEJKA  |       |                                      |                                         |                                      |        |
| 04.11.2003  | 18:00 | Ivett Jastrzębie Borynia             | 3:0 (25:18, 25:15, 25:22)               | AZS Politechnika Warszawska          | 700    |
| 05.11.2003  | 18:00 | EKS Skra Bełchatów                   | 0:3 (22:25, 20:25, 20:25)               | NKS Nysa                             | 800    |
| 08.11.2003  | 14:00 | PZU AZS Olsztyn                      | 3:0 (25:22, 25:21, 25:17)               | Mostostal-Azoty Kędzierzyn-Koźle     | 2500   |
| 08.11.2003  | 17:00 | Gwardia Wrocław                      | 3:0 (31:29, 25:22, 25:20)               | BBTS Siatkarz Original Bielsko-Biała | 1800   |
| 09.11.2003  | 15:00 | KP Polska Energia Sosnowiec          | 3:2 (25:18, 25:27, 23:25, 27:25, 15:13) | Pamapol AZS Częstochowa              | 1700   |
| 6. KOLEJKA  |       |                                      |                                         |                                      |        |
| 15.11.2003  | 14:00 | Pamapol AZS Częstochowa              | 3:1 (22:25, 25:21, 25:18, 25:23)        | PZU AZS Olsztyn                      | 2500   |
| 15.11.2003  | 17:00 | AZS Politechnika Warszawska          | 0:3 (20:25, 25:27, 22:25)               | BBTS Siatkarz Original Bielsko-Biała | 610    |
| 15.11.2003  | 17:00 | NKS Nysa                             | 3:1 (25:19, 17:25, 25:23, 25:19)        | Gwardia Wrocław                      | 900    |
| 15.11.2003  | 17:00 | Mostostal-Azoty Kędzierzyn-Koźle     | 3:0 (25:17, 26:24, 25:19)               | EKS Skra Bełchatów                   | 900    |
| 15.11.2003  | 17:00 | Ivett Jastrzębie Borynia             | 3:1 (25:13, 20:25, 25:18, 25:22)        | KP Polska Energia Sosnowiec          | 1000   |
| 7. KOLEJKA  |       |                                      |                                         |                                      |        |
| 22.11.2003  | 17:00 | KP Polska Energia Sosnowiec          | 3:0 (25:19, 25:17, 25:20)               | AZS Politechnika Warszawska          | 500    |
| 22.11.2003  | 14:00 | PZU AZS Olsztyn                      | 3:1 (19:25, 25:18, 25:23, 25:17)        | Ivett Jastrzębie Borynia             | 2300   |
| 22.11.2003  | 18:30 | Gwardia Wrocław                      | 0:3 (23:25, 13:25, 22:25)               | Mostostal-Azoty Kędzierzyn-Koźle     | 2800   |
| 22.11.2003  | 18:30 | BBTS Siatkarz Original Bielsko-Biała | 3:2 (29:27, 18:25, 25:19, 22:25, 15:13) | NKS Nysa                             | 1000   |
| 23.11.2003  | 15:00 | EKS Skra Bełchatów                   | 3:1 (25:18, 25:20, 21:25, 25:21)        | Pamapol AZS Częstochowa              | 2100   |
| 8. KOLEJKA  |       |                                      |                                         |                                      |        |
| 29.11.2003  | 14:00 | Ivett Jastrzębie Borynia             | 3:1 (19:25, 25:17, 25:22, 25:22)        | EKS Skra Bełchatów                   | 860    |
| 29.11.2003  | 17:00 | Mostostal-Azoty Kędzierzyn-Koźle     | 3:1 (23:25, 25:20, 25:14, 25:16)        | BBTS Siatkarz Original Bielsko-Biała | 851    |
| 29.11.2003  | 17:00 | Pamapol AZS Częstochowa              | 3:1 (25:18, 25:19, 22:25, 25:16)        | Gwardia Wrocław                      | 1400   |
| 30.11.2003  | 15:00 | KP Polska Energia Sosnowiec          | 2:3 (24:26, 29:27, 21:25, 25:19, 11:15) | PZU AZS Olsztyn                      | 1500   |
| 10.12.2003  | 18:00 | AZS Politechnika Warszawska          | 3:0 (25:17, 25:20, 25:21)               | NKS Nysa                             | 400    |
| 9. KOLEJKA  |       |                                      |                                         |                                      |        |
| 05.12.2003  | 18:00 | Gwardia Wrocław                      | 0:3 (20:25, 18:25, 17:25)               | Ivett Jastrzębie Borynia             | 1800   |
| 06.12.2003  | 14:00 | NKS Nysa                             | 2:3 (22:25, 25:23, 25:22, 19:25, 10:15) | Mostostal-Azoty Kędzierzyn-Koźle     | 920    |
| 06.12.2003  | 17:00 | PZU AZS Olsztyn                      | 3:0 (25:21, 25:15, 25:20)               | AZS Politechnika Warszawska          | 2500   |
| 06.12.2003  | 17:00 | BBTS Siatkarz Original Bielsko-Biała | 0:3 (22:25, 19:25, 19:25)               | Pamapol AZS Częstochowa              | 1000   |
| 07.12.2003  | 15:00 | EKS Skra Bełchatów                   | 3:0 (25:23, 25:20, 25:19)               | KP Polska Energia Sosnowiec          | 2000   |
| 10. KOLEJKA |       |                                      |                                         |                                      |        |
| 13.12.2003  | 17:00 | Mostostal-Azoty Kędzierzyn-Koźle     | 3:2 (23:25, 25:13, 20:25, 25:21, 15:9)  | AZS Politechnika Warszawska          | 700    |
| 14.12.2003  | 12:00 | NKS Nysa                             | 3:0 (25:19, 25:21, 25:23)               | Pamapol AZS Częstochowa              | 1000   |
| 13.12.2003  | 17:00 | BBTS Siatkarz Original Bielsko-Biała | 3:2 (17:25, 25:20, 23:25, 25:14, 15:9)  | Ivett Jastrzębie Borynia             | 800    |
| 13.12.2003  | 14:00 | Gwardia Wrocław                      | 3:0 (26:24, 25:17, 25:21)               | KP Polska Energia Sosnowiec          | 1800   |
| 14.12.2003  | 15:00 | EKS Skra Bełchatów                   | 3:2 (25:21, 20:25, 24:26, 27:25, 15:11) | PZU AZS Olsztyn                      | 2100   |
| 11. KOLEJKA |       |                                      |                                         |                                      |        |
| 17.01.2004  | 17:00 | KP Polska Energia Sosnowiec          | 3:0 (25:14, 25:19, 26:24)               | BBTS Siatkarz Original Bielsko-Biała | 1000   |
| 17.01.2004  | 17:00 | EKS Skra Bełchatów                   | 3:0 (25:20, 25:20, 25:23)               | AZS Politechnika Warszawska          | 1000   |
| 17.01.2004  | 17:00 | Ivett Jastrzębie Borynia             | 3:0 (25:22, 25:20, 25:15)               | NKS Nysa                             | 600    |
| 17.01.2004  | 14:00 | Pamapol AZS Częstochowa              | 3:2 (25:18, 19:25, 21:25, 25:18, 15:9)  | Mostostal-Azoty Kędzierzyn-Koźle     | 2500   |
| 18.01.2004  | 15:00 | PZU AZS Olsztyn                      | 3:0 (25:20, 25:21, 25:20)               | Gwardia Wrocław                      | 1800   |
| 12. KOLEJKA |       |                                      |                                         |                                      |        |
| 25.01.2004  | 15:00 | Mostostal-Azoty Kędzierzyn-Koźle     | 1:3 (14:25, 20:25, 26:24, 21:25)        | Ivett Jastrzębie Borynia             | 1100   |
| 25.01.2004  | 12:00 | AZS Politechnika Warszawska          | 2:3 (28:30, 20:25, 25:21, 25:23, 13:15) | Pamapol AZS Częstochowa              | 1000   |
| 24.01.2004  | 17:00 | NKS Nysa                             | 3:1 (27:29, 25:22, 25:21, 29:27)        | KP Polska Energia Sosnowiec          | 800    |
| 24.01.2004  | 14:00 | Gwardia Wrocław                      | 2:3 (25:21, 25:27, 16:25, 25:22, 10:15) | EKS Skra Bełchatów                   | 800    |
| 24.01.2004  | 18:30 | BBTS Siatkarz Original Bielsko-Biała | 1:3 (22:25, 25:20, 21:25, 14:25)        | PZU AZS Olsztyn                      | 900    |
| 13. KOLEJKA |       |                                      |                                         |                                      |        |
| 01.02.2004  | 15:00 | Ivett Jastrzębie Borynia             | 2:3 (19:25, 25:15, 16:25, 25:23, 13:15) | Pamapol AZS Częstochowa              | 1000   |
| 01.02.2004  | 17:00 | Gwardia Wrocław                      | 1:3 (25:13, 19:25, 15:25, 22:25)        | AZS Politechnika Warszawska          | 1200   |
| 31.01.2004  | 17:00 | EKS Skra Bełchatów                   | 3:0 (25:19, 25:20, 25:19)               | BBTS Siatkarz Original Bielsko-Biała | 1300   |
| 31.01.2004  | 17:00 | PZU AZS Olsztyn                      | 3:0 (25:18, 33:31, 25:17)               | NKS Nysa                             | 2500   |
| 31.01.2004  | 17:00 | KP Polska Energia Sosnowiec          | 3:1 (25:15, 38:36, 20:25, 25:15)        | Mostostal-Azoty Kędzierzyn-Koźle     | 1500   |
| 14. KOLEJKA |       |                                      |                                         |                                      |        |
| 07.02.2004  | 17:00 | AZS Politechnika Warszawska          | 1:3 (18:25, 25:23, 22:25, 22:25)        | Ivett Jastrzębie Borynia             | 700    |
| 07.02.2004  | 17:00 | NKS Nysa                             | 0:3 (21:25, 21:25, 19:25)               | EKS Skra Bełchatów                   | 800    |
| 07.02.2004  | 14:00 | Mostostal-Azoty Kędzierzyn-Koźle     | 2:3 (13:25, 25:20, 25:21, 20:25, 11:15) | PZU AZS Olsztyn                      | 1000   |
| 07.02.2004  | 17:00 | BBTS Siatkarz Original Bielsko-Biała | 3:0 (25:23, 25:22, 25:23)               | Gwardia Wrocław                      | 900    |
| 07.02.2004  | 17:00 | Pamapol AZS Częstochowa              | 3:2 (25:19, 22:25, 25:21, 23:25, 15:12) | KP Polska Energia Sosnowiec          | 2500   |
| 15. KOLEJKA |       |                                      |                                         |                                      |        |
| 14.02.2004  | 14:00 | PZU AZS Olsztyn                      | 3:2 (19:25, 25:21, 22:25, 25:17, 19:17) | Pamapol AZS Częstochowa              | 2500   |
| 14.02.2004  | 18:30 | BBTS Siatkarz Original Bielsko-Biała | 2:3 (17:25, 25:17, 23:25, 25:18, 18:20) | AZS Politechnika Warszawska          | 1000   |
| 14.02.2004  | 17:00 | Gwardia Wrocław                      | 3:2 (22:25, 25:17, 19:25, 25:19, 15:10) | NKS Nysa                             | 1100   |
| 14.02.2004  | 17:00 | EKS Skra Bełchatów                   | 3:0 (25:23, 25:16, 25:17)               | Mostostal-Azoty Kędzierzyn-Koźle     | 2000   |
| 14.02.2004  | 17:00 | KP Polska Energia Sosnowiec          | 1:3 (23:25, 23:25, 25:22, 22:25)        | Ivett Jastrzębie Borynia             | 1300   |
| 16. KOLEJKA |       |                                      |                                         |                                      |        |
| 21.02.2004  | 14:00 | AZS Politechnika Warszawska          | 2:3 (16:25, 25:21, 25:20, 18:25, 9:15)  | KP Polska Energia Sosnowiec          | 900    |
| 22.02.2004  | 15:00 | Ivett Jastrzębie Borynia             | 3:0 (25:17, 25:17, 25:16)               | PZU AZS Olsztyn                      | 1100   |
| 21.02.2004  | 17:00 | Mostostal-Azoty Kędzierzyn-Koźle     | 3:2 (25:23, 23:25, 20:25, 25:23, 18:16) | Gwardia Wrocław                      | 1100   |
| 21.02.2004  | 17:00 | NKS Nysa                             | 3:1 (25:20, 25:23, 17:25, 25:17)        | BBTS Siatkarz Original Bielsko-Biała | 800    |
| 21.02.2004  | 17:00 | Pamapol AZS Częstochowa              | 0:3 (22:25, 14:25, 23:25)               | EKS Skra Bełchatów                   | 3000   |
| 17. KOLEJKA |       |                                      |                                         |                                      |        |
| 29.02.2004  | 15:00 | EKS Skra Bełchatów                   | 3:0 (25:21, 25:19, 25:22)               | Ivett Jastrzębie Borynia             | 2600   |
| 28.02.2004  | 18:30 | BBTS Siatkarz Original Bielsko-Biała | 3:0 (25:20, 25:22, 25:18)               | Mostostal-Azoty Kędzierzyn-Koźle     | 800    |
| 29.02.2004  | 16:00 | Gwardia Wrocław                      | 3:1 (29:31, 25:21, 25:17, 26:24)        | Pamapol AZS Częstochowa              | 2500   |
| 28.02.2004  | 17:00 | PZU AZS Olsztyn                      | 0:3 (17:25, 22:25, 23:25)               | KP Polska Energia Sosnowiec          | 2500   |
| 28.02.2004  | 17:00 | NKS Nysa                             | 1:3 (20:25, 22:25, 25:22, 22:25)        | AZS Politechnika Warszawska          | 800    |
| 18. KOLEJKA |       |                                      |                                         |                                      |        |
| 06.03.2004  | 17:00 | Ivett Jastrzębie Borynia             | 3:2 (23:25, 23:25, 25:18, 25:20, 15:10) | Gwardia Wrocław                      | 800    |
| 06.03.2004  | 17:00 | Mostostal-Azoty Kędzierzyn-Koźle     | 3:0 (25:23, 25:23, 25:13)               | NKS Nysa                             | 1200   |
| 06.03.2004  | 17:00 | AZS Politechnika Warszawska          | 3:0 (26:24, 30:28, 25:22)               | PZU AZS Olsztyn                      | 900    |
| 06.03.2004  | 17:00 | Pamapol AZS Częstochowa              | 3:2 (25:19, 22:25, 25:23, 20:25, 15:7)  | BBTS Siatkarz Original Bielsko-Biała | 2000   |
| 06.03.2004  | 14:00 | KP Polska Energia Sosnowiec          | 3:2 (24:26, 26:24, 25:22, 19:25, 15:13) | EKS Skra Bełchatów                   | 1200   |

### Tabela
| Lp. | Drużyna                              | Pkt | Mecze | Mecze | Mecze | Rodzaj wyniku | Rodzaj wyniku | Rodzaj wyniku | Rodzaj wyniku | Rodzaj wyniku | Rodzaj wyniku | Sety | Sety | Sety  | Małe punkty | Małe punkty | Małe punkty |
| Lp. | Drużyna                              | Pkt | M     | W     | P     | 3:0           | 3:1           | 3:2           | 2:3           | 1:3           | 0:3           | wyg. | prz. | stos. | zdob.       | str.        | stos.       |
| --- | ------------------------------------ | --- | ----- | ----- | ----- | ------------- | ------------- | ------------- | ------------- | ------------- | ------------- | ---- | ---- | ----- | ----------- | ----------- | ----------- |
| 1   | Ivett Jastrzębie Borynia             | 42  | 18    | 14    | 4     | 7             | 5             | 2             | 2             | 1             | 1             | 47   | 21   | 2.24  | 1572        | 1411        | 1.11        |
| 2   | EKS Skra Bełchatów                   | 41  | 18    | 14    | 4     | 9             | 3             | 2             | 1             | 1             | 2             | 45   | 19   | 2.37  | 1500        | 1349        | 1.11        |
| 3   | PZU AZS Olsztyn                      | 33  | 18    | 12    | 6     | 6             | 2             | 4             | 1             | 2             | 3             | 40   | 28   | 1.43  | 1551        | 1432        | 1.08        |
| 4   | Pamapol AZS Częstochowa              | 31  | 18    | 11    | 7     | 3             | 3             | 5             | 3             | 2             | 2             | 41   | 34   | 1.21  | 1673        | 1628        | 1.03        |
| 5   | KP Polska Energia Sosnowiec          | 27  | 18    | 9     | 9     | 4             | 2             | 3             | 3             | 4             | 2             | 37   | 35   | 1.06  | 1621        | 1593        | 1.02        |
| 6   | Mostostal-Azoty Kędzierzyn-Koźle     | 26  | 18    | 9     | 9     | 4             | 2             | 3             | 2             | 3             | 4             | 34   | 35   | 0.97  | 1525        | 1503        | 1.01        |
| 7   | AZS Politechnika Warszawska          | 18  | 18    | 5     | 13    | 2             | 2             | 1             | 4             | 1             | 8             | 24   | 43   | 0.56  | 1395        | 1548        | 0.9         |
| 8   | NKS Nysa                             | 18  | 18    | 5     | 13    | 2             | 3             | 0             | 3             | 1             | 9             | 22   | 42   | 0.52  | 1355        | 1500        | 0.9         |
| 9   | BBTS Siatkarz Original Bielsko-Biała | 17  | 18    | 6     | 12    | 3             | 0             | 3             | 2             | 4             | 6             | 26   | 42   | 0.62  | 1434        | 1551        | 0.92        |
| 10  | Gwardia Wrocław                      | 17  | 18    | 5     | 13    | 2             | 1             | 2             | 4             | 4             | 5             | 27   | 44   | 0.61  | 1514        | 1625        | 0.93        |

Źródło: plusliga.pl
Punktacja: 3:0 i 3:1 – 3 pkt; 3:2 – 2 pkt; 2:3 – 1 pkt; 1:3 i 0:3 – 0 pkt
Zasady ustalania kolejności: 1. liczba punktów; 2. stosunek setów; 3. stosunek małych punktów; 4. bilans w bezpośrednich meczach
     Faza play-off
     Faza play-out

### Miejsca po danych kolejkach
| Drużyna \ Kolejka                    | 1                           | 2  | 3  | 4  | 5 | 6  | 7  | 8  | 9  | 10 | 11 | 12 | 13 | 14 | 15 | 16 | 17 | 18 |   |
| ------------------------------------ | --------------------------- | -- | -- | -- | - | -- | -- | -- | -- | -- | -- | -- | -- | -- | -- | -- | -- | -- | - |
| Drużyna \ Kolejka                    | AZS Politechnika Warszawska | 10 | 10 | 10 | 9 | 10 | 10 | 10 | 10 | 10 | 10 | 10 | 10 | 10 | 10 | 10 | 10 | 10 | 7 |
| BBTS Siatkarz Original Bielsko-Biała | 8                           | 7  | 7  | 8  | 9 | 9  | 7  | 7  | 8  | 9  | 9  | 9  | 9  | 8  | 8  | 9  | 8  | 9  |   |
| EKS Skra Bełchatów                   | 5                           | 2  | 2  | 1  | 2 | 3  | 2  | 5  | 4  | 3  | 3  | 3  | 3  | 3  | 2  | 2  | 1  | 2  |   |
| Gwardia Wrocław                      | 7                           | 8  | 8  | 7  | 6 | 7  | 9  | 9  | 9  | 8  | 8  | 8  | 8  | 9  | 9  | 8  | 9  | 10 |   |
| Ivett Jastrzębie Borynia             | 3                           | 1  | 1  | 2  | 1 | 1  | 1  | 1  | 1  | 1  | 1  | 1  | 1  | 1  | 1  | 1  | 2  | 1  |   |
| KP Polska Energia Sosnowiec          | 4                           | 4  | 4  | 5  | 5 | 5  | 5  | 6  | 6  | 6  | 6  | 6  | 6  | 6  | 6  | 6  | 5  | 5  |   |
| Mostostal-Azoty Kędzierzyn-Koźle     | 1                           | 5  | 6  | 6  | 7 | 6  | 6  | 4  | 5  | 5  | 5  | 5  | 5  | 5  | 5  | 5  | 6  | 6  |   |
| NKS Nysa                             | 9                           | 9  | 9  | 10 | 8 | 8  | 8  | 8  | 7  | 7  | 7  | 7  | 7  | 7  | 7  | 7  | 7  | 8  |   |
| Pamapol AZS Częstochowa              | 2                           | 3  | 3  | 3  | 4 | 2  | 4  | 2  | 2  | 4  | 4  | 4  | 4  | 4  | 4  | 4  | 4  | 4  |   |
| PZU AZS Olsztyn                      | 6                           | 6  | 5  | 4  | 3 | 4  | 3  | 3  | 3  | 2  | 2  | 2  | 2  | 2  | 3  | 3  | 3  | 3  |   |

Uwaga: zestawienie nie uwzględnia w danej kolejce meczów przełożonych na późniejsze terminy. Kursywą wyróżniono miejsce zajmowane przez drużynę, która rozegrała mniej meczów niż przeciwnicy.

## Faza play-off

### Drabinka
|  |              |                                  |              |                         |              |              |              |   |                         |                          |                          |           |           |                    |                    |                    |                    |                    |                    |                    |                    |        |        |        |        |
|  | Ćwierćfinały | Ćwierćfinały                     | Ćwierćfinały | Ćwierćfinały            | Ćwierćfinały | Ćwierćfinały | Ćwierćfinały |   |                         | Półfinały                | Półfinały                | Półfinały | Półfinały | Półfinały          | Półfinały          | Półfinały          |                    |                    | Finały             | Finały             | Finały             | Finały | Finały | Finały | Finały |
|  | Ćwierćfinały | Ćwierćfinały                     | Ćwierćfinały | Ćwierćfinały            | Ćwierćfinały | Ćwierćfinały | Ćwierćfinały |   |                         | Półfinały                | Półfinały                | Półfinały | Półfinały | Półfinały          | Półfinały          | Półfinały          |                    |                    | Finały             | Finały             | Finały             | Finały | Finały | Finały | Finały |
|  |              |                                  |              |                         |              |              |              |   |                         |                          |                          |           |           |                    |                    |                    |                    |                    |                    |                    |                    |        |        |        |        |
|  |              |                                  |              |                         |              |              |              |   |                         |                          |                          |           |           |                    |                    |                    |                    |                    |                    |                    |                    |        |        |        |        |
|  | 1            | Ivett Jastrzębie Borynia         | 3            | 3                       | 0            | 3            |              |   |                         |                          |                          |           |           |                    |                    |                    |                    |                    |                    |                    |                    |        |        |        |        |
|  | 1            | Ivett Jastrzębie Borynia         | 3            | 3                       | 0            | 3            |              |   |                         |                          |                          |           |           |                    |                    |                    |                    |                    |                    |                    |                    |        |        |        |        |
|  | 8            | NKS Nysa                         | 0            | 0                       | 3            | 0            |              |   |                         |                          |                          |           |           |                    |                    |                    |                    |                    |                    |                    |                    |        |        |        |        |
|  | 8            | NKS Nysa                         | 0            | 0                       | 3            | 0            |              |   | 1                       | Ivett Jastrzębie Borynia | 3                        | 1         | 1         | 3                  | 3                  |                    |                    |                    |                    |                    |                    |        |        |        |        |
|  |              |                                  |              |                         |              |              |              |   | 1                       | Ivett Jastrzębie Borynia | 3                        | 1         | 1         | 3                  | 3                  |                    |                    |                    |                    |                    |                    |        |        |        |        |
|  |              |                                  | 4            | Pamapol AZS Częstochowa | 1            | 3            | 3            | 2 | 2                       |                          |                          |           |           |                    |                    |                    |                    |                    |                    |                    |                    |        |        |        |        |
|  | 4            | Pamapol AZS Częstochowa          | 4            | Pamapol AZS Częstochowa | 1            | 3            | 3            | 2 | 2                       | 3                        | 3                        | 1         | 0         | 3                  |                    |                    |                    |                    |                    |                    |                    |        |        |        |        |
|  | 4            | Pamapol AZS Częstochowa          |              |                         |              |              |              |   |                         |                          |                          | 1         | 0         | 3                  |                    |                    |                    |                    |                    |                    |                    |        |        |        |        |
|  | 5            | KP Polska Energia Sosnowiec      | 2            | 2                       | 3            | 3            | 1            |   |                         |                          |                          |           |           |                    |                    |                    |                    |                    |                    |                    |                    |        |        |        |        |
|  | 5            | KP Polska Energia Sosnowiec      | 2            | 2                       | 3            | 3            | 1            |   |                         | 1                        | Ivett Jastrzębie Borynia | 3         | 3         | 3                  |                    |                    |                    |                    |                    |                    |                    |        |        |        |        |
|  |              |                                  |              |                         |              |              |              |   |                         |                          |                          |           |           |                    |                    |                    |                    |                    |                    |                    |                    |        |        |        |        |
|  |              |                                  | 3            | PZU AZS Olsztyn         | 0            | 1            | 2            |   |                         |                          |                          |           |           |                    |                    |                    |                    |                    |                    |                    |                    |        |        |        |        |
|  | 2            | EKS Skra Bełchatów               | 3            | PZU AZS Olsztyn         | 0            | 1            | 2            | 3 | 3                       | 3                        |                          |           |           |                    |                    |                    |                    |                    |                    |                    |                    |        |        |        |        |
|  | 2            | EKS Skra Bełchatów               |              |                         |              |              |              |   |                         |                          |                          |           |           |                    |                    |                    |                    |                    |                    |                    |                    |        |        |        |        |
|  | 7            | AZS Politechnika Warszawska      | 1            | 1                       | 0            |              |              |   |                         |                          |                          |           |           |                    |                    |                    |                    |                    |                    |                    |                    |        |        |        |        |
|  | 7            | AZS Politechnika Warszawska      | 1            | 1                       | 0            |              |              | 2 | EKS Skra Bełchatów      | 2                        | 3                        | 0         | 3         | 2                  | Mecze o 3. miejsce | Mecze o 3. miejsce | Mecze o 3. miejsce | Mecze o 3. miejsce | Mecze o 3. miejsce | Mecze o 3. miejsce | Mecze o 3. miejsce |        |        |        |        |
|  |              |                                  |              |                         |              |              |              | 2 | EKS Skra Bełchatów      | 2                        | 3                        | 0         | 3         | 2                  | Mecze o 3. miejsce | Mecze o 3. miejsce | Mecze o 3. miejsce | Mecze o 3. miejsce | Mecze o 3. miejsce | Mecze o 3. miejsce | Mecze o 3. miejsce |        |        |        |        |
|  |              |                                  | 3            | PZU AZS Olsztyn         | 3            | 0            | 3            | 1 | 3                       |                          |                          |           |           |                    |                    |                    |                    |                    |                    |                    |                    |        |        |        |        |
|  | 3            | PZU AZS Olsztyn                  | 3            | PZU AZS Olsztyn         | 3            | 0            | 3            | 1 | 3                       | 3                        | 3                        | 3         |           |                    |                    |                    |                    |                    |                    |                    |                    |        |        |        |        |
|  | 3            | PZU AZS Olsztyn                  |              |                         |              |              |              |   |                         |                          |                          | 3         | 2         | EKS Skra Bełchatów | 3                  | 3                  | 1                  | 2                  | 2                  |                    |                    |        |        |        |        |
|  | 6            | Mostostal-Azoty Kędzierzyn-Koźle | 1            | 0                       | 0            |              |              |   |                         |                          |                          |           | 2         | EKS Skra Bełchatów | 3                  | 3                  | 1                  | 2                  | 2                  |                    |                    |        |        |        |        |
|  | 6            | Mostostal-Azoty Kędzierzyn-Koźle | 1            | 0                       | 0            |              |              | 4 | Pamapol AZS Częstochowa | 2                        | 0                        | 3         | 3         | 3                  |                    |                    |                    |                    |                    |                    |                    |        |        |        |        |
|  |              |                                  |              |                         |              |              |              | 4 | Pamapol AZS Częstochowa | 2                        | 0                        | 3         | 3         | 3                  |                    |                    |                    |                    |                    |                    |                    |        |        |        |        |

|  |                     |                                  |                     |                                  |                     |   |   |                    |                             |                    |                    |                    |
|  | Mecze o miejsca 5-8 | Mecze o miejsca 5-8              | Mecze o miejsca 5-8 | Mecze o miejsca 5-8              | Mecze o miejsca 5-8 |   |   | Mecze o 5. miejsce | Mecze o 5. miejsce          | Mecze o 5. miejsce | Mecze o 5. miejsce | Mecze o 5. miejsce |
|  | Mecze o miejsca 5-8 | Mecze o miejsca 5-8              | Mecze o miejsca 5-8 | Mecze o miejsca 5-8              | Mecze o miejsca 5-8 |   |   | Mecze o 5. miejsce | Mecze o 5. miejsce          | Mecze o 5. miejsce | Mecze o 5. miejsce | Mecze o 5. miejsce |
|  |                     |                                  |                     |                                  |                     |   |   |                    |                             |                    |                    |                    |
|  |                     |                                  |                     |                                  |                     |   |   |                    |                             |                    |                    |                    |
|  | 5                   | KP Polska Energia Sosnowiec      | 2                   | 3                                | 3                   |   |   |                    |                             |                    |                    |                    |
|  | 5                   | KP Polska Energia Sosnowiec      | 2                   | 3                                | 3                   |   |   |                    |                             |                    |                    |                    |
|  | 8                   | NKS Nysa                         | 3                   | 1                                | 0                   |   |   |                    |                             |                    |                    |                    |
|  | 8                   | NKS Nysa                         | 3                   | 1                                | 0                   |   |   | 5                  | KP Polska Energia Sosnowiec | 2                  | 3                  | 3                  |
|  |                     |                                  |                     |                                  |                     |   |   | 5                  | KP Polska Energia Sosnowiec | 2                  | 3                  | 3                  |
|  |                     |                                  | 6                   | Mostostal-Azoty Kędzierzyn-Koźle | 3                   | 0 | 2 |                    |                             |                    |                    |                    |
|  | 6                   | Mostostal-Azoty Kędzierzyn-Koźle | 6                   | Mostostal-Azoty Kędzierzyn-Koźle | 3                   | 0 | 2 | 3                  | 3                           |                    |                    |                    |
|  | 6                   | Mostostal-Azoty Kędzierzyn-Koźle |                     |                                  |                     |   |   |                    |                             |                    |                    |                    |
|  | 7                   | AZS Politechnika Warszawska      | 1                   | 0                                |                     |   |   |                    |                             |                    |                    |                    |
|  | 7                   | AZS Politechnika Warszawska      | 1                   | 0                                | Mecze o 7. miejsce  |   |   |                    |                             |                    |                    |                    |
|  |                     |                                  |                     |                                  |                     |   |   |                    |                             |                    |                    |                    |
|  |                     |                                  |                     |                                  |                     |   |   |                    |                             |                    |                    |                    |
|  |                     |                                  |                     |                                  |                     |   |   |                    |                             |                    |                    |                    |
|  | 7                   | AZS Politechnika Warszawska      | 0                   | 1                                |                     |   |   |                    |                             |                    |                    |                    |
|  | 7                   | AZS Politechnika Warszawska      | 0                   | 1                                |                     |   |   |                    |                             |                    |                    |                    |
|  | 8                   | NKS Nysa                         | 3                   | 3                                |                     |   |   |                    |                             |                    |                    |                    |
|  | 8                   | NKS Nysa                         | 3                   | 3                                |                     |   |   |                    |                             |                    |                    |                    |

### I runda

#### Ćwierćfinały
(do trzech zwycięstw)
| Data                     | Godz.                    | Gospodarz                        | Rezultat                                | Gość                             | Widzów                           |
| ------------------------ | ------------------------ | -------------------------------- | --------------------------------------- | -------------------------------- | -------------------------------- |
| Ivett Jastrzębie Borynia | Ivett Jastrzębie Borynia | Ivett Jastrzębie Borynia         | 3 – 1                                   | NKS Nysa                         | NKS Nysa                         |
| 19.03.2004               | 18:00                    | Ivett Jastrzębie Borynia         | 3:0 (25:19, 25:16, 25:16)               | NKS Nysa                         | 800                              |
| 20.03.2004               | 17:00                    | Ivett Jastrzębie Borynia         | 3:0 (25:17, 25:18, 25:20)               | NKS Nysa                         | 800                              |
| 23.03.2004               | 18:00                    | NKS Nysa                         | 3:0 (25:21, 25:19, 25:20)               | Ivett Jastrzębie Borynia         | 800                              |
| 24.03.2004               | 18:00                    | NKS Nysa                         | 0:3 (17:25, 20:25, 19:25)               | Ivett Jastrzębie Borynia         | 500                              |
| Pamapol AZS Częstochowa  | Pamapol AZS Częstochowa  | Pamapol AZS Częstochowa          | 3 – 2                                   | KP Polska Energia Sosnowiec      | KP Polska Energia Sosnowiec      |
| 19.03.2004               | 19:00                    | Pamapol AZS Częstochowa          | 3:2 (25:23, 21:25, 21:25, 25:23, 15:7)  | KP Polska Energia Sosnowiec      | 3200                             |
| 20.03.2004               | 14:00                    | Pamapol AZS Częstochowa          | 3:2 (28:26, 16:25, 25:18, 22:25, 15:10) | KP Polska Energia Sosnowiec      | 3000                             |
| 23.03.2004               | 18:00                    | KP Polska Energia Sosnowiec      | 3:1 (26:24, 25:18, 21:25, 25:23)        | Pamapol AZS Częstochowa          | 1500                             |
| 24.03.2004               | 18:00                    | KP Polska Energia Sosnowiec      | 3:0 (25:23, 25:16, 25:22)               | Pamapol AZS Częstochowa          | 1500                             |
| 27.03.2004               | 14:00                    | Pamapol AZS Częstochowa          | 3:1 (19:25, 25:19, 25:23, 25:23)        | KP Polska Energia Sosnowiec      | 4000                             |
| EKS Skra Bełchatów       | EKS Skra Bełchatów       | EKS Skra Bełchatów               | 3 – 0                                   | AZS Politechnika Warszawska      | AZS Politechnika Warszawska      |
| 20.03.2004               | 16:00                    | EKS Skra Bełchatów               | 3:1 (25:20, 21:25, 25:19, 25:13)        | AZS Politechnika Warszawska      | 1200                             |
| 21.03.2004               | 15:00                    | EKS Skra Bełchatów               | 3:1 (25:15, 23:25, 29:27, 25:11)        | AZS Politechnika Warszawska      | 900                              |
| 24.03.2004               | 18:00                    | AZS Politechnika Warszawska      | 0:3 (23:25, 23:25, 21:25)               | EKS Skra Bełchatów               | 600                              |
| PZU AZS Olsztyn          | PZU AZS Olsztyn          | PZU AZS Olsztyn                  | 3 – 0                                   | Mostostal-Azoty Kędzierzyn-Koźle | Mostostal-Azoty Kędzierzyn-Koźle |
| 18.03.2004               | 18:00                    | PZU AZS Olsztyn                  | 3:1 (28:26, 25:19, 22:25, 25:21)        | Mostostal-Azoty Kędzierzyn-Koźle | 2800                             |
| 19.03.2004               | 18:00                    | PZU AZS Olsztyn                  | 3:0 (25:20, 25:13, 25:18)               | Mostostal-Azoty Kędzierzyn-Koźle | 3000                             |
| 23.03.2004               | 18:00                    | Mostostal-Azoty Kędzierzyn-Koźle | 0:3 (25:27, 17:25, 22:25)               | PZU AZS Olsztyn                  | 800                              |

### II runda

#### Półfinały
(do trzech zwycięstw)
| Data                     | Godz.                    | Gospodarz                | Rezultat                                | Gość                     | Widzów                  |
| ------------------------ | ------------------------ | ------------------------ | --------------------------------------- | ------------------------ | ----------------------- |
| Ivett Jastrzębie Borynia | Ivett Jastrzębie Borynia | Ivett Jastrzębie Borynia | 3 – 2                                   | Pamapol AZS Częstochowa  | Pamapol AZS Częstochowa |
| 30.03.2004               | 18:00                    | Ivett Jastrzębie Borynia | 3:1 (18:25, 25:19, 25:20, 25:23)        | Pamapol AZS Częstochowa  | 820                     |
| 31.03.2004               | 18:00                    | Ivett Jastrzębie Borynia | 1:3 (18:25, 25:18, 22:25, 22:25)        | Pamapol AZS Częstochowa  | 850                     |
| 03.04.2004               | 13:00                    | Pamapol AZS Częstochowa  | 3:1 (25:21, 27:29, 25:18, 25:23)        | Ivett Jastrzębie Borynia | 3500                    |
| 04.04.2004               | 15:00                    | Pamapol AZS Częstochowa  | 2:3 (22:25, 25:17, 25:20, 23:25, 16:18) | Ivett Jastrzębie Borynia | 3700                    |
| 06.04.2004               | 18:00                    | Ivett Jastrzębie Borynia | 3:2 (22:25, 25:18, 22:25, 25:18, 15:13) | Pamapol AZS Częstochowa  | 1200                    |
| EKS Skra Bełchatów       | EKS Skra Bełchatów       | EKS Skra Bełchatów       | 2 – 3                                   | PZU AZS Olsztyn          | PZU AZS Olsztyn         |
| 28.03.2004               | 15:00                    | EKS Skra Bełchatów       | 2:3 (25:10, 25:20, 23:25, 22:25, 10:15) | PZU AZS Olsztyn          | 1500                    |
| 29.03.2004               | 18:00                    | EKS Skra Bełchatów       | 3:0 (25:20, 25:18, 25:23)               | PZU AZS Olsztyn          | 1500                    |
| 02.04.2004               | 18:00                    | PZU AZS Olsztyn          | 3:0 (25:21, 25:13, 25:22)               | EKS Skra Bełchatów       | 3000                    |
| 03.04.2004               | 17:00                    | PZU AZS Olsztyn          | 1:3 (19:25, 22:25, 25:22, 24:26)        | EKS Skra Bełchatów       | 2800                    |
| 06.04.2004               | 18:00                    | EKS Skra Bełchatów       | 2:3 (23:25, 25:15, 25:21, 24:26, 13:15) | PZU AZS Olsztyn          | 2500                    |

#### Mecze o miejsca 5-8
(do dwóch zwycięstw)
| Data                             | Godz.                            | Gospodarz                        | Rezultat                                | Gość                             | Widzów                      |
| -------------------------------- | -------------------------------- | -------------------------------- | --------------------------------------- | -------------------------------- | --------------------------- |
| KP Polska Energia Sosnowiec      | KP Polska Energia Sosnowiec      | KP Polska Energia Sosnowiec      | 2 – 1                                   | NKS Nysa                         | NKS Nysa                    |
| 31.03.2004                       | 18:00                            | NKS Nysa                         | 3:2 (19:25, 25:15, 25:21, 22:25, 15:12) | KP Polska Energia Sosnowiec      | 600                         |
| 02.04.2004                       | 18:00                            | KP Polska Energia Sosnowiec      | 3:1 (25:18, 20:25, 25:19, 25:14)        | NKS Nysa                         | 250                         |
| 03.04.2004                       | 17:00                            | KP Polska Energia Sosnowiec      | 3:0 (25:17, 25:20, 25:14)               | NKS Nysa                         | 200                         |
| Mostostal-Azoty Kędzierzyn-Koźle | Mostostal-Azoty Kędzierzyn-Koźle | Mostostal-Azoty Kędzierzyn-Koźle | 2 – 0                                   | AZS Politechnika Warszawska      | AZS Politechnika Warszawska |
| 31.03.2004                       | 18:00                            | AZS Politechnika Warszawska      | 1:3 (14:25, 25:23, 20:25, 21:25)        | Mostostal-Azoty Kędzierzyn-Koźle | 600                         |
| 02.04.2004                       | 18:00                            | Mostostal-Azoty Kędzierzyn-Koźle | 3:0 (25:20, 25:17, 25:23)               | AZS Politechnika Warszawska      | 400                         |

### III runda

#### Finały
(do trzech zwycięstw)
| Data                     | Godz.                    | Gospodarz                | Rezultat                                | Gość                     | Widzów          |
| ------------------------ | ------------------------ | ------------------------ | --------------------------------------- | ------------------------ | --------------- |
| Ivett Jastrzębie Borynia | Ivett Jastrzębie Borynia | Ivett Jastrzębie Borynia | 3 – 0                                   | PZU AZS Olsztyn          | PZU AZS Olsztyn |
| 09.04.2004               | 20:00                    | Ivett Jastrzębie Borynia | 3:0 (25:18, 25:23, 27:25)               | PZU AZS Olsztyn          | 1300            |
| 10.04.2004               | 14:00                    | Ivett Jastrzębie Borynia | 3:1 (25:22, 16:25, 25:22, 28:26)        | PZU AZS Olsztyn          | 1200            |
| 16.04.2004               | 17:30                    | PZU AZS Olsztyn          | 2:3 (22:25, 27:25, 23:25, 25:20, 13:15) | Ivett Jastrzębie Borynia | 2800            |

#### Mecze o 3. miejsce
(do trzech zwycięstw)
| Data               | Godz.              | Gospodarz               | Rezultat                                | Gość                    | Widzów                  |
| ------------------ | ------------------ | ----------------------- | --------------------------------------- | ----------------------- | ----------------------- |
| EKS Skra Bełchatów | EKS Skra Bełchatów | EKS Skra Bełchatów      | 2 – 3                                   | Pamapol AZS Częstochowa | Pamapol AZS Częstochowa |
| 09.04.2004         | 18:00              | EKS Skra Bełchatów      | 3:2 (25:23, 21:25, 23:25, 25:14, 15:8)  | Pamapol AZS Częstochowa | 1700                    |
| 10.04.2004         | 17:00              | EKS Skra Bełchatów      | 3:0 (25:20, 25:19, 25:23)               | Pamapol AZS Częstochowa | 1900                    |
| 17.04.2004         | 13:00              | Pamapol AZS Częstochowa | 3:1 (19:25, 25:23, 25:23, 25:18)        | EKS Skra Bełchatów      | 1600                    |
| 18.04.2004         | 13:00              | Pamapol AZS Częstochowa | 3:2 (26:28, 19:25, 33:31, 25:20, 15:12) | EKS Skra Bełchatów      | 2000                    |
| 20.04.2004         | 18:00              | EKS Skra Bełchatów      | 2:3 (25:21, 25:18, 14:25, 23:25, 11:15) | Pamapol AZS Częstochowa | 2000                    |

#### Mecze o 5. miejsce
(do dwóch zwycięstw)
| Data                        | Godz.                       | Gospodarz                        | Rezultat                                | Gość                             | Widzów                           |
| --------------------------- | --------------------------- | -------------------------------- | --------------------------------------- | -------------------------------- | -------------------------------- |
| KP Polska Energia Sosnowiec | KP Polska Energia Sosnowiec | KP Polska Energia Sosnowiec      | 2 – 1                                   | Mostostal-Azoty Kędzierzyn-Koźle | Mostostal-Azoty Kędzierzyn-Koźle |
| 08.04.2004                  | 18:00                       | Mostostal-Azoty Kędzierzyn-Koźle | 3:2 (25:20, 21:25, 25:20, 22:25, 15:13) | KP Polska Energia Sosnowiec      | 500                              |
| 16.04.2004                  | 18:00                       | KP Polska Energia Sosnowiec      | 3:0 (25:19, 25:17, 25:20)               | Mostostal-Azoty Kędzierzyn-Koźle | 600                              |
| 17.04.2004                  | 13:00                       | KP Polska Energia Sosnowiec      | 3:2 (25:17, 22:25, 25:20, 26:28, 15:12) | Mostostal-Azoty Kędzierzyn-Koźle | 400                              |

#### Mecze o 7. miejsce
(do dwóch zwycięstw)
| Data                        | Godz.                       | Gospodarz                   | Rezultat                         | Gość                        | Widzów   |
| --------------------------- | --------------------------- | --------------------------- | -------------------------------- | --------------------------- | -------- |
| AZS Politechnika Warszawska | AZS Politechnika Warszawska | AZS Politechnika Warszawska | 0 – 2                            | NKS Nysa                    | NKS Nysa |
| 09.04.2004                  | 18:00                       | NKS Nysa                    | 3:0 (25:19, 25:22, 25:22)        | AZS Politechnika Warszawska | 500      |
| 17.04.2004                  | 17:00                       | AZS Politechnika Warszawska | 1:3 (25:22, 14:25, 22:25, 18:25) | NKS Nysa                    | 250      |

## Faza play-out

### Mecze o 9. miejsce
(do czterech zwycięstw)
| Data                                 | Godz.                                | Gospodarz                            | Rezultat                                | Gość                                 | Widzów          |
| ------------------------------------ | ------------------------------------ | ------------------------------------ | --------------------------------------- | ------------------------------------ | --------------- |
| BBTS Siatkarz Original Bielsko-Biała | BBTS Siatkarz Original Bielsko-Biała | BBTS Siatkarz Original Bielsko-Biała | 4 – 1                                   | Gwardia Wrocław                      | Gwardia Wrocław |
| 19.03.2004                           | 18:00                                | BBTS Siatkarz Original Bielsko-Biała | 1:3 (19:25, 23:25, 25:16, 23:25)        | Gwardia Wrocław                      | 600             |
| 27.03.2004                           | 18:00                                | Gwardia Wrocław                      | 2:3 (25:23, 22:25, 25:19, 23:25, 12:15) | BBTS Siatkarz Original Bielsko-Biała | 800             |
| 02.04.2004                           | 18:00                                | BBTS Siatkarz Original Bielsko-Biała | 3:2 (22:25, 16:25, 25:20, 25:21, 15:13) | Gwardia Wrocław                      | 800             |
| 03.04.2004                           | 18:30                                | BBTS Siatkarz Original Bielsko-Biała | 3:1 (25:22, 25:21, 18:25, 25:18)        | Gwardia Wrocław                      | 900             |
| 19.04.2004                           | 18:30                                | Gwardia Wrocław                      | 0:3 (23:25, 16:25, 24:26)               | BBTS Siatkarz Original Bielsko-Biała | 1000            |

## Baraże
(do trzech zwycięstw)
| Data                                 | Godz.                                | Gospodarz                            | Rezultat                                | Gość                                 | Widzów        |
| ------------------------------------ | ------------------------------------ | ------------------------------------ | --------------------------------------- | ------------------------------------ | ------------- |
| BBTS Siatkarz Original Bielsko-Biała | BBTS Siatkarz Original Bielsko-Biała | BBTS Siatkarz Original Bielsko-Biała | 1 – 3                                   | Górnik Radlin                        | Górnik Radlin |
| 01.05.2004                           |                                      | BBTS Siatkarz Original Bielsko-Biała | 3:0 (25:20, 25:22, 26:24)               | Górnik Radlin                        |               |
| 02.05.2004                           |                                      | BBTS Siatkarz Original Bielsko-Biała | 2:3 (25:20, 27:25, 15:25, 20:25, 13:15) | Górnik Radlin                        |               |
| 09.05.2004                           |                                      | Górnik Radlin                        | 3:0 (25:23, 25:22, 25:14)               | BBTS Siatkarz Original Bielsko-Biała |               |
| 10.05.2004                           |                                      | Górnik Radlin                        | 3:2 (31:29, 17:25, 21:25, 25:21, 15:9)  | BBTS Siatkarz Original Bielsko-Biała |               |

## Klasyfikacja końcowa
| Lp. | Drużyna                              |
| --- | ------------------------------------ |
| 1   | Ivett Jastrzębie Borynia             |
| 2   | PZU AZS Olsztyn                      |
| 3   | Pamapol AZS Częstochowa              |
| 4   | EKS Skra Bełchatów                   |
| 5   | KP Polska Energia Sosnowiec          |
| 6   | Mostostal-Azoty Kędzierzyn-Koźle     |
| 7   | NKS Nysa                             |
| 8   | AZS Politechnika Warszawska          |
| 9   | BBTS Siatkarz Original Bielsko-Biała |
| 10  | Gwardia Wrocław                      |

| Mistrzostwo                          |
| ------------------------------------ |
| Ivett Jastrzębie Borynia             |
| Puchar                               |
| KP Polska Energia Sosnowiec          |
| Spadek do I ligi serii B             |
| BBTS Siatkarz Original Bielsko-Biała |
| Gwardia Wrocław                      |
| Awans z I ligi serii B               |
| AKS Resovia Rzeszów                  |
| Górnik Radlin                        |

Uwaga: Klub KP Polska Energia Sosnowiec zapewnił sobie udział w Lidze Mistrzów jako zdobywca Pucharu Polski.

## Statystyki

### Sety, małe punkty i liczba widzów
| Faza zasadnicza                               |                                               |                                               |                                               |                                               |                                               |                                               |                                               |                               |                               |                               |                               |                               |                               |                               |                               |
| Kolejka                                       | Mecze                                         | Sety                                          | Średnio na mecz                               | Małe punkty                                   | Średnio na set                                | Liczba widzów                                 | Średnio na mecz                               | Kolejka                       | Mecze                         | Sety                          | Średnio na mecz               | Małe punkty                   | Średnio na set                | Liczba widzów                 | Średnio na mecz               |
| 1                                             | 5                                             | 17                                            | 3,40                                          | 773                                           | 45,47                                         | 7100                                          | 1420                                          | 10                            | 5                             | 21                            | 4,20                          | 894                           | 42,57                         | 6400                          | 1280                          |
| 2                                             | 5                                             | 20                                            | 4,00                                          | 864                                           | 43,20                                         | 4950                                          | 990                                           | 11                            | 5                             | 17                            | 3,40                          | 739                           | 43,47                         | 6900                          | 1380                          |
| 3                                             | 5                                             | 15                                            | 3,00                                          | 634                                           | 42,27                                         | 7200                                          | 1440                                          | 12                            | 5                             | 22                            | 4,40                          | 998                           | 45,36                         | 4600                          | 920                           |
| 4                                             | 5                                             | 21                                            | 4,20                                          | 928                                           | 44,19                                         | 5700                                          | 1140                                          | 13                            | 5                             | 19                            | 3,80                          | 851                           | 44,79                         | 7500                          | 1500                          |
| 5                                             | 5                                             | 17                                            | 3,40                                          | 777                                           | 45,71                                         | 7500                                          | 1500                                          | 14                            | 5                             | 20                            | 4,00                          | 876                           | 43,80                         | 5900                          | 1180                          |
| 6                                             | 5                                             | 18                                            | 3,60                                          | 815                                           | 45,28                                         | 5910                                          | 1182                                          | 15                            | 5                             | 22                            | 4,40                          | 951                           | 43,23                         | 7900                          | 1580                          |
| 7                                             | 5                                             | 19                                            | 3,80                                          | 839                                           | 44,16                                         | 8700                                          | 1740                                          | 16                            | 5                             | 20                            | 4,00                          | 858                           | 42,90                         | 6900                          | 1380                          |
| 8                                             | 5                                             | 20                                            | 4,00                                          | 883                                           | 44,15                                         | 5011                                          | 1002                                          | 17                            | 5                             | 17                            | 3,40                          | 793                           | 46,65                         | 9200                          | 1840                          |
| 9                                             | 5                                             | 17                                            | 3,40                                          | 744                                           | 43,76                                         | 8220                                          | 1644                                          | 18                            | 5                             | 21                            | 4,20                          | 923                           | 43,95                         | 6100                          | 1220                          |
| Podsumowanie rundy pierwszej (po 9 kolejkach) | Podsumowanie rundy pierwszej (po 9 kolejkach) | Podsumowanie rundy pierwszej (po 9 kolejkach) | Podsumowanie rundy pierwszej (po 9 kolejkach) | Podsumowanie rundy pierwszej (po 9 kolejkach) | Podsumowanie rundy pierwszej (po 9 kolejkach) | Podsumowanie rundy pierwszej (po 9 kolejkach) | Podsumowanie rundy pierwszej (po 9 kolejkach) | Podsumowanie rundy rewanżowej | Podsumowanie rundy rewanżowej | Podsumowanie rundy rewanżowej | Podsumowanie rundy rewanżowej | Podsumowanie rundy rewanżowej | Podsumowanie rundy rewanżowej | Podsumowanie rundy rewanżowej | Podsumowanie rundy rewanżowej |
| 1-9                                           | 45                                            | 164                                           | 3,64                                          | 7257                                          | 44,25                                         | 60291                                         | 1340                                          | 10-18                         | 45                            | 179                           | 3,98                          | 7883                          | 44,04                         | 61400                         | 1364                          |
| Faza play-off / Faza play-out                 |                                               |                                               |                                               |                                               |                                               |                                               |                                               |                               |                               |                               |                               |                               |                               |                               |                               |
| Runda                                         | Mecze                                         | Sety                                          | Średnio na mecz                               | Małe punkty                                   | Średnio na set                                | Liczba widzów                                 | Średnio na mecz                               | Runda                         | Mecze                         | Sety                          | Średnio na mecz               | Małe punkty                   | Średnio na set                | Liczba widzów                 | Średnio na mecz               |
| Ćwierćfinały                                  | 15                                            | 54                                            | 3,60                                          | 2402                                          | 44,48                                         | 25400                                         | 1693                                          | O miejsca 5-8                 | 5                             | 19                            | 3,80                          | 814                           | 42,84                         | 2050                          | 410                           |
| Półfinały                                     | 10                                            | 42                                            | 4,20                                          | 1844                                          | 43,90                                         | 21370                                         | 2137                                          | O 5. miejsce                  | 3                             | 13                            | 4,33                          | 557                           | 42,85                         | 1500                          | 500                           |
| O 3. miejsce                                  | 5                                             | 22                                            | 4,40                                          | 960                                           | 43,64                                         | 9200                                          | 1840                                          | O 7. miejsce                  | 2                             | 7                             | 3,50                          | 314                           | 44,86                         | 750                           | 375                           |
| Finały                                        | 3                                             | 12                                            | 4,00                                          | 552                                           | 46,00                                         | 5300                                          | 1767                                          | O 9. miejsce                  | 5                             | 21                            | 4,20                          | 920                           | 43,81                         | 4100                          | 820                           |

| Podsumowanie sezonu |       |      |                 |             |                |               |                 |
| Faza                | Mecze | Sety | Średnio na mecz | Małe punkty | Średnio na set | Liczba widzów | Średnio na mecz |
| Faza zasadnicza     | 90    | 343  | 3,81            | 15140       | 44,14          | 121691        | 1352            |
| Faza play-off       | 43    | 169  | 3,93            | 7443        | 44,04          | 65570         | 1525            |
| Faza play-out       | 5     | 21   | 4,20            | 920         | 43,81          | 4100          | 820             |
| RAZEM               | 138   | 533  | 3,86            | 23503       | 44,10          | 191361        | 1387            |

### Liczba widzów według klubów
| Klub                                 | Mecze | Liczba widzów | Najwięcej widzów | Najmniej widzów | Średnia liczba widzów |
| ------------------------------------ | ----- | ------------- | ---------------- | --------------- | --------------------- |
| Pamapol AZS Częstochowa              | 16    | 40 900        | 4000             | 1400            | 2556                  |
| PZU AZS Olsztyn                      | 14    | 35 600        | 3000             | 1800            | 2543                  |
| EKS Skra Bełchatów                   | 17    | 28 800        | 2600             | 800             | 1694                  |
| Gwardia Wrocław                      | 11    | 17 450        | 2800             | 800             | 1586                  |
| KP Polska Energia Sosnowiec          | 15    | 15 250        | 1700             | 200             | 1017                  |
| Ivett Jastrzębie Borynia             | 16    | 14 630        | 1300             | 600             | 914                   |
| Mostostal-Azoty Kędzierzyn-Koźle     | 12    | 10 651        | 1200             | 400             | 888                   |
| BBTS Siatkarz Original Bielsko-Biała | 12    | 10 100        | 1000             | 600             | 842                   |
| NKS Nysa                             | 13    | 9920          | 1000             | 500             | 763                   |
| AZS Politechnika Warszawska          | 12    | 8060          | 1000             | 250             | 672                   |

## Prawa transmisyjne
Wyłączne prawa transmisyjne do rozgrywek posiadała Telewizja Polsat. W każdej kolejce w TV4 pokazywany był jeden mecz grany w sobotę o godzinie 14:00, natomiast w wybranych kolejkach także drugi mecz - grany w niedzielę o godzinie 15:00. Trzy mecze fazy play-off transmitowane były w Polsacie Sport.
W sezonie 2003/2004 w TV4 i Polsacie Sport łącznie pokazano 37 spotkań Polskiej Ligi Siatkówki.
Na kanale Polsat Sport nadawany był także magazyn podsumowujący każdą kolejkę Polskiej Ligi Siatkówki - Punkt, set, mecz.
| Lista meczów PLS pokazanych w TV4 i Polsacie Sport | Lista meczów PLS pokazanych w TV4 i Polsacie Sport | Lista meczów PLS pokazanych w TV4 i Polsacie Sport                 | Lista meczów PLS pokazanych w TV4 i Polsacie Sport |
| Faza zasadnicza                                    | Faza zasadnicza                                    | Faza zasadnicza                                                    | Faza zasadnicza                                    |
| Kolejka                                            | Data                                               | Mecz                                                               | Telewizja                                          |
| -------------------------------------------------- | -------------------------------------------------- | ------------------------------------------------------------------ | -------------------------------------------------- |
| 1                                                  | 04.10.2003                                         | AZS Politechnika Warszawska – Mostostal-Azoty Kędzierzyn-Koźle     | TV4                                                |
| 2                                                  | 11.10.2003                                         | BBTS Siatkarz Original Bielsko-Biała – KP Polska Energia Sosnowiec | TV4                                                |
| 2                                                  | 12.10.2003                                         | Mostostal-Azoty Kędzierzyn-Koźle – Pamapol AZS Częstochowa         | TV4                                                |
| 3                                                  | 18.10.2003                                         | Ivett Jastrzębie Borynia – Mostostal-Azoty Kędzierzyn-Koźle        | TV4                                                |
| 4                                                  | 25.10.2003                                         | Pamapol AZS Częstochowa – Ivett Jastrzębie Borynia                 | TV4                                                |
| 4                                                  | 26.10.2003                                         | Mostostal-Azoty Kędzierzyn-Koźle – KP Polska Energia Sosnowiec     | TV4                                                |
| 5                                                  | 08.11.2003                                         | PZU AZS Olsztyn – Mostostal-Azoty Kędzierzyn-Koźle                 | TV4                                                |
| 5                                                  | 09.11.2003                                         | KP Polska Energia Sosnowiec – Pamapol AZS Częstochowa              | TV4                                                |
| 6                                                  | 15.11.2003                                         | Pamapol AZS Częstochowa – PZU AZS Olsztyn                          | TV4                                                |
| 7                                                  | 22.11.2003                                         | PZU AZS Olsztyn – Ivett Jastrzębie Borynia                         | TV4                                                |
| 7                                                  | 23.11.2003                                         | EKS Skra Bełchatów – Pamapol AZS Częstochowa                       | TV4                                                |
| 8                                                  | 29.11.2003                                         | Ivett Jastrzębie Borynia – EKS Skra Bełchatów                      | TV4                                                |
| 9                                                  | 06.12.2003                                         | NKS Nysa – Mostostal-Azoty Kędzierzyn-Koźle                        | TV4                                                |
| 9                                                  | 07.12.2003                                         | EKS Skra Bełchatów – KP Polska Energia Sosnowiec                   | TV4                                                |
| 10                                                 | 13.12.2003                                         | Gwardia Wrocław – KP Polska Energia Sosnowiec                      | TV4                                                |
| 10                                                 | 14.12.2003                                         | EKS Skra Bełchatów – PZU AZS Olsztyn                               | TV4                                                |
| 11                                                 | 17.01.2004                                         | Pamapol AZS Częstochowa – Mostostal-Azoty Kędzierzyn-Koźle         | TV4                                                |
| 11                                                 | 18.01.2004                                         | PZU AZS Olsztyn – Gwardia Wrocław                                  | TV4                                                |
| 12                                                 | 24.01.2004                                         | Gwardia Wrocław – EKS Skra Bełchatów                               | TV4                                                |
| 12                                                 | 25.01.2004                                         | Mostostal-Azoty Kędzierzyn-Koźle – Ivett Jastrzębie Borynia        | TV4                                                |
| 13                                                 | 01.02.2004                                         | Ivett Jastrzębie Borynia – Pamapol AZS Częstochowa                 | TV4                                                |
| 14                                                 | 07.02.2004                                         | Mostostal-Azoty Kędzierzyn-Koźle – PZU AZS Olsztyn                 | TV4                                                |
| 15                                                 | 14.02.2004                                         | PZU AZS Olsztyn – Pamapol AZS Częstochowa                          | TV4                                                |
| 16                                                 | 21.02.2004                                         | AZS Politechnika Warszawska – KP Polska Energia Sosnowiec          | TV4                                                |
| 16                                                 | 22.02.2004                                         | Ivett Jastrzębie Borynia – PZU AZS Olsztyn                         | TV4                                                |
| 17                                                 | 29.02.2004                                         | EKS Skra Bełchatów – Ivett Jastrzębie Borynia                      | TV4                                                |
| 18                                                 | 06.03.2004                                         | KP Polska Energia Sosnowiec – EKS Skra Bełchatów                   | TV4                                                |
| Faza play-off                                      |                                                    |                                                                    |                                                    |
| Runda                                              | Data                                               | Mecz                                                               | Telewizja                                          |
| Ćwierćfinały                                       | 20.03.2004                                         | Pamapol AZS Częstochowa – KP Polska Energia Sosnowiec              | TV4                                                |
| Ćwierćfinały                                       | 21.03.2004                                         | EKS Skra Bełchatów – AZS Politechnika Warszawska                   | TV4                                                |
| Ćwierćfinały                                       | 27.03.2004                                         | Pamapol AZS Częstochowa – KP Polska Energia Sosnowiec              | TV4                                                |
| Półfinały                                          | 28.03.2004                                         | EKS Skra Bełchatów – PZU AZS Olsztyn                               | TV4                                                |
| Półfinały                                          | 02.04.2004                                         | PZU AZS Olsztyn – EKS Skra Bełchatów                               | TV4                                                |
| Półfinały                                          | 03.04.2004                                         | Pamapol AZS Częstochowa – Ivett Jastrzębie Borynia                 | TV4                                                |
| Półfinały                                          | 06.04.2004                                         | EKS Skra Bełchatów – PZU AZS Olsztyn                               | Polsat Sport                                       |
| Finały                                             | 09.04.2004                                         | Ivett Jastrzębie Borynia – PZU AZS Olsztyn                         | Polsat Sport                                       |
| Finały                                             | 10.04.2004                                         | Ivett Jastrzębie Borynia – PZU AZS Olsztyn                         | TV4                                                |
| Finały                                             | 16.04.2004                                         | PZU AZS Olsztyn – Ivett Jastrzębie Borynia                         | Polsat Sport                                       |

## Transfery
| Mostostal-Azoty Kędzierzyn-Koźle | Mostostal-Azoty Kędzierzyn-Koźle                                                                                  | Mostostal-Azoty Kędzierzyn-Koźle |
| Przychodzą | Odchodzą |                                  |
| --- | --- | -------------------------------- |
| - Artur Augustyn (Morze Szczecin) - Michał Chadała (PZU AZS Olsztyn) - Jiří Popelka (Tours VB) - Paweł Siezieniewski (PZU AZS Olsztyn) | - Paweł Papke (PZU AZS Olsztyn) - Wojciech Serafin (Ivett Jastrzębie Borynia) - Sebastian Świderski (RPA Perugia) |                                  |

| Pamapol AZS Częstochowa | Pamapol AZS Częstochowa | Pamapol AZS Częstochowa |
| Przychodzą | Odchodzą |                         |
| --- | --- | ----------------------- |
| - Wojciech Jurkiewicz (Morze Szczecin) - Maciej Kordysz (SMS PZPS Spała) - Marcin Kryś (NKS NTO Nysa) - Jacek Pić (Delic-Pol Norwid Częstochowa) - Paweł Woicki (AZS Politechnika Warszawska) | - Michał Bąkiewicz (EKS Skra Bełchatów) - Damian Dacewicz (KP Polska Energia Sosnowiec) - Krzysztof Ignaczak (EKS Skra Bełchatów) - Andrzej Stelmach (EKS Skra Bełchatów) |                         |

| Ivett Jastrzębie Borynia | Ivett Jastrzębie Borynia | Ivett Jastrzębie Borynia |
| Przychodzą | Odchodzą |                          |
| --- | --- | ------------------------ |
| - Michał Kaczmarek (SMS PZPS Spała/MKS Korab Puck) - Grzegorz Pilarz (BBTS Siatkarz Original Bielsko-Biała) - Radosław Rybak (Morze Szczecin) - Wojciech Serafin (Mostostal-Azoty Kędzierzyn-Koźle) - Arkadiusz Terlecki (Górnik Radlin) - Marcin Wika (Górnik Radlin) | - Peter Diviš (KP Polska Energia Sosnowiec) - Adam Gniecki (MCKiS Energetyk Jaworzno) - Robert Kopciński ( ) - Piotr Łuka (NKS Nysa) - Wojciech Pawłowski (AKS Resovia Rzeszów) - Siarhiej Trocki (Łucz Moskwa) |                          |

| KP Polska Energia Sosnowiec | KP Polska Energia Sosnowiec | KP Polska Energia Sosnowiec |
| Przychodzą | Odchodzą |                             |
| --- | --- | --------------------------- |
| - Damian Dacewicz (Galaxia Pamapol Kaffee AZS Częstochowa) - Peter Diviš (Ivett Jastrzębie Borynia) - Róbert Hupka (Casanova D.V.S. Asti) - Sławomir Kudłaczewski (EKS Skra Bełchatów) - Łukasz Żygadło (EKS Skra Bełchatów) | - Radosław Maciejewicz (GTPS Gorzów Wielkopolski) - Daniel Matoška (VO Vavex Příbram) - Robert Milbrant (MKS Poręba) - Filip Szewczyk (SPS Automark Zduńska Wola) - Krzysztof Szopa (Wawel AGH Kraków) - Serhij Żywołożnyj (Gwardia Wrocław) |                             |
| W trakcie sezonu | |                             |
| - Jarosław Wojczuk (SPS Automark Zduńska Wola) | |                             |

| PZU AZS Olsztyn | PZU AZS Olsztyn | PZU AZS Olsztyn |
| Przychodzą | Odchodzą |                 |
| --- | --- | --------------- |
| - Adam Kurian (AZS WSPol. Szczytno) - Paweł Papke (Mostostal-Azoty Kędzierzyn-Koźle) - Krzysztof Śmigiel (Hefra Gwardia Wrocław) - Paweł Zagumny (Edilbasso & Partner Padwa) | - Steffen Busse (zakończył karierę) - Michał Chadała (Mostostal-Azoty Kędzierzyn-Koźle) - Maciej Dobrowolski (aon hotVolleys Wiedeń) - Paweł Siezieniewski (Mostostal-Azoty Kędzierzyn-Koźle) |                 |

| EKS Skra Bełchatów | EKS Skra Bełchatów | EKS Skra Bełchatów |
| Przychodzą | Odchodzą |                    |
| --- | --- | ------------------ |
| - Michał Bąkiewicz (Galaxia Pamapol Kaffee AZS Częstochowa) - Krzysztof Ignaczak (Galaxia Pamapol Kaffee AZS Częstochowa) - Tomass Kalniņš (Tartu Pere Leib/Cibus) - Robert Milczarek (Lechia Tomaszów Mazowiecki) - Michał Ruciak (Morze Szczecin) - Andrzej Stelmach (Galaxia Pamapol Kaffee AZS Częstochowa) - Dariusz Szulik (Morze Szczecin) | - Maciej Bartodziejski (SPS Automark Zduńska Wola) - Jakub Bednaruk (BBTS Siatkarz Original Bielsko-Biała) - Siergiej Bielanskij ( ) - Leszek Czerlonek ( ) - Sławomir Kudłaczewski (KP Polska Energia Sosnowiec) - Robert Prygiel (ZSK-Gazprom Surgut) - Piotr Szulc (AZS Politechnika Warszawska) - Łukasz Żygadło (KP Polska Energia Sosnowiec) |                    |
| W trakcie sezonu | |                    |
| - Mariusz Wlazły (SPS Automark Zduńska Wola) | |                    |

| Gwardia Wrocław | Gwardia Wrocław | Gwardia Wrocław |
| Przychodzą | Odchodzą |                 |
| --- | --- | --------------- |
| - Marcin Ciesielski (Bielawianka Bester Bielawa) - Roman Gulczyński (Górnik Radlin) - Rafał Jarząbski (SUKSS Suwałki) - Tomáš Kmeť (Petrochema Dubová) - Wojciech Szczurowski (AZS Politechnika Warszawska) - Szymon Żurawski (GTPS Gorzów Wielkopolski) - Serhij Żywołożnyj (KP Polska Energia Sosnowiec) | - Krzysztof Janczak (PAOK) - Rafał Kwasowski (BBTS Siatkarz Original Bielsko-Biała) - Jakub Markiewicz (NKS Nysa) - Marcin Owczarski (Śnieżka Joker Piła) - Marcin Prus (zakończył karierę) - Pavel Řezníček ( ) - Krzysztof Śmigiel (PZU AZS Olsztyn) - Jarosław Wojczuk (SPS Automark Zduńska Wola) |                 |

| NKS Nysa | NKS Nysa | NKS Nysa |
| Przychodzą | Odchodzą |          |
| --- | --- | -------- |
| - Piotr Gacek (GTPS Gorzów Wielkopolski) - Marek Kucharski (MKS Andrychów) - Marcin Kudłacik (BBTS Siatkarz Original Bielsko-Biała) - Piotr Łuka (Ivett Jastrzębie Borynia) - Jarosław Macionczyk (Górnik Radlin) - Jakub Markiewicz (Hefra Gwardia Wrocław) - Mariusz Syguła (MKS MOS Będzin - juniorzy) | - Paweł Brańka ( ) - Janusz Bułkowski (zakończył karierę) - Rafał Dymowski (AZS Opole) - Sławomir Gerymski (AKS Resovia Rzeszów) - Marcin Kryś (Pamapol AZS Częstochowa) - Przemysław Lach (SPS Automark Zduńska Wola) - Dariusz Łasiewicki (MCKiS Energetyk Jaworzno) - Tomasz Rosa (AZS Politechnika Warszawska) - Piotr Szymanowski (KPS Wołomin - I trener) |          |
| W trakcie sezonu | |          |
| - Filip Szewczyk (SPS Automark Zduńska Wola) | |          |

| AZS Politechnika Warszawska | AZS Politechnika Warszawska | AZS Politechnika Warszawska |
| Przychodzą | Odchodzą |                             |
| --- | --- | --------------------------- |
| - Zbigniew Bartman (MOS Wola Warszawa) - Krzysztof Grzesiowski (Morze Szczecin) - Michał Peciakowski (Morze Szczecin) - Tomasz Rosa (NKS NTO Nysa) - Piotr Szulc (EKS Skra Bełchatów) - Maciej Wołosz (KPS Wołomin) | - Jacek Malczewski (Jadar Radom) - Marcin Malicki (Avia Świdnik) - Wojciech Szczurowski (Gwardia Wrocław) - Paweł Woicki (Pamapol AZS Częstochowa) - Sebastian Wójcik (Chemik Bydgoszcz) |                             |

| BBTS Siatkarz Original Bielsko-Biała | BBTS Siatkarz Original Bielsko-Biała | BBTS Siatkarz Original Bielsko-Biała |
| Przychodzą | Odchodzą |                                      |
| --- | --- | ------------------------------------ |
| - Andrej Barbierik (Matador Púchov) - Jakub Bednaruk (EKS Skra Bełchatów) - Maciej Fijałek (MKS Andrychów) - Rafał Kwasowski (Hefra Gwardia Wrocław) - Vladimír Procházka (VK Danzas Ostrava) - Albert Semeniuk (MKS Andrychów) - Bartosz Węgrzyn (SMS PZPS Spała/GKS Janina Libiąż) - Zbigniew Żurek (AZS Opole) - Artur Żyliński (SUKSS Suwałki) | - Milan Gešperik (VK PU Prešov) - Zdzisław Jabłoński (zakończył karierę) - Radosław Janora (MKS Andrychów) - Grzegorz Kosatka (MCKiS Energetyk Jaworzno) - Marcin Kudłacik (NKS Nysa) - Paweł Kupisz (AKS Resovia Rzeszów) - Jakub Marzewski (MKS Andrychów) - Grzegorz Pilarz (Ivett Jastrzębie Borynia) - Michał Uliński (Razem Wołów) |                                      |

## Składy drużyn
| AZS Politechnika Warszawska | AZS Politechnika Warszawska       | AZS Politechnika Warszawska | AZS Politechnika Warszawska | AZS Politechnika Warszawska |
| Nr                          | Imię i nazwisko                   | Data ur.                    | Wzrost                      | Pozycja                     |
| --------------------------- | --------------------------------- | --------------------------- | --------------------------- | --------------------------- |
| 2                           | Zbigniew Bartman                  | 04.05.1987                  | 198                         | przyjmujący                 |
| 3                           | Sławomir Gołębski                 | 16.06.1981                  | 201                         | środkowy                    |
| 4                           | Adrian Dyżakowski                 | 27.08.1976                  | 192                         | libero                      |
| 5                           | Tomasz Rosa                       | 05.03.1976                  | 198                         | środkowy                    |
| 6                           | Maciej Wołosz                     | 29.01.1982                  | 198                         | przyjmujący                 |
| 7                           | Krzysztof Grzesiowski             | 10.05.1981                  | 205                         | atakujący                   |
| 8                           | Michał Peciakowski                | 25.07.1981                  | 196                         | rozgrywający                |
| 9                           | Marcin Drabkowski                 | 06.11.1977                  | 184                         | rozgrywający                |
| 10                          | Konrad Małecki                    | 06.01.1979                  | 200                         | przyjmujący                 |
| 11                          | Bartosz Szcześniewski             | 15.05.1977                  | 202                         | środkowy                    |
| 12                          | Piotr Szulc                       | 18.11.1976                  | 191                         | przyjmujący                 |
| 13                          | Maciej Oczko                      | 26.02.1980                  | 198                         | środkowy                    |
| 14                          | Krzysztof Hajbowicz               | 27.07.1981                  | 193                         | atakujący                   |
| Trenerzy                    |                                   |                             |                             |                             |
|                             | Krzysztof Felczak (od 07.11.2003) | Trener                      | Trener                      | Trener                      |
|                             | Lech Zagumny (do 04.11.2003)      | Trener                      | Trener                      | Trener                      |
|                             | Rafał Prus                        | Asystent trenera            | Asystent trenera            | Asystent trenera            |

| BBTS Siatkarz Original Bielsko-Biała | BBTS Siatkarz Original Bielsko-Biała | BBTS Siatkarz Original Bielsko-Biała | BBTS Siatkarz Original Bielsko-Biała | BBTS Siatkarz Original Bielsko-Biała |
| Nr                                   | Imię i nazwisko                      | Data ur.                             | Wzrost                               | Pozycja                              |
| ------------------------------------ | ------------------------------------ | ------------------------------------ | ------------------------------------ | ------------------------------------ |
| 1                                    | Rafał Kwasowski                      | 10.02.1971                           | 196                                  | libero                               |
| 2                                    | Maciej Fijałek                       | 07.08.1982                           | 186                                  | rozgrywający                         |
| 3                                    | Zbigniew Żurek                       | 12.01.1983                           | 187                                  | przyjmujący                          |
| 5                                    | Artur Żyliński                       | 14.05.1984                           | 197                                  | przyjmujący                          |
| 7                                    | Jakub Bednaruk                       | 09.09.1976                           | 188                                  | rozgrywający                         |
| 8                                    | Vladimír Procházka                   | 09.01.1973                           | 194                                  | przyjmujący                          |
| 9                                    | Bartosz Węgrzyn                      | 11.08.1984                           | 205                                  | środkowy                             |
| 10                                   | Wojciech Gradowski                   | 14.11.1980                           | 191                                  | przyjmujący                          |
| 11                                   | Rafał Marczuk                        | 10.05.1973                           | 204                                  | środkowy                             |
| 12                                   | Albert Semeniuk                      | 31.05.1967                           | 198                                  | środkowy                             |
| 13                                   | Andrej Barbierik                     | 13.07.1978                           | 197                                  | atakujący                            |
| Trenerzy                             |                                      |                                      |                                      |                                      |
|                                      | Wiesław Popik                        | Trener                               | Trener                               | Trener                               |

| EKS Skra Bełchatów | EKS Skra Bełchatów             | EKS Skra Bełchatów | EKS Skra Bełchatów | EKS Skra Bełchatów |
| Nr                 | Imię i nazwisko                | Data ur.           | Wzrost             | Pozycja            |
| ------------------ | ------------------------------ | ------------------ | ------------------ | ------------------ |
| 1                  | Adam Nowik                     | 23.04.1975         | 205                | środkowy           |
| 2                  | Mariusz Wlazły (od 24.11.2003) | 04.08.1983         | 194                | atakujący          |
| 3                  | Paweł Maciejewicz              | 29.01.1980         | 198                | atakujący          |
| 4                  | Radosław Wnuk                  | 25.09.1978         | 207                | środkowy           |
| 5                  | Andrzej Stelmach               | 15.08.1972         | 200                | rozgrywający       |
| 6                  | Marcin Kocik                   | 07.05.1979         | 196                | przyjmujący        |
| 7                  | Krzysztof Ignaczak             | 15.05.1978         | 188                | libero             |
| 8                  | Tomasz Skalski                 | 25.05.1973         | 191                | atakujący          |
| 9                  | Dariusz Szulik                 | 02.05.1983         | 204                | środkowy           |
| 10                 | Robert Milczarek               | 28.11.1983         | 188                | przyjmujący        |
| 11                 | Michał Ruciak                  | 22.08.1983         | 190                | przyjmujący        |
| 13                 | Tomass Kalniņš                 | 17.05.1977         | 202                | atakujący          |
| 15                 | Bartłomiej Neroj               | 22.11.1984         | 200                | rozgrywający       |
| 18                 | Michał Bąkiewicz               | 22.03.1981         | 197                | przyjmujący        |
| Trenerzy           |                                |                    |                    |                    |
|                    | Ireneusz Mazur                 | Trener             | Trener             | Trener             |
|                    | Jacek Nawrocki                 | Asystent trenera   | Asystent trenera   | Asystent trenera   |

| Gwardia Wrocław | Gwardia Wrocław               | Gwardia Wrocław  | Gwardia Wrocław  | Gwardia Wrocław  |
| Nr              | Imię i nazwisko               | Data ur.         | Wzrost           | Pozycja          |
| --------------- | ----------------------------- | ---------------- | ---------------- | ---------------- |
| 1               | Rafał Jarząbski               | 06.04.1984       | 201              | środkowy         |
| 3               | Maciej Krupnik                | 11.12.1971       | 196              | środkowy         |
| 4               | Wojciech Szczurowski          | 14.04.1976       | 193              | przyjmujący      |
| 5               | Mariusz Dutkiewicz            | 04.09.1975       | 180              | rozgrywający     |
| 6               | Grzegorz Górnik               | 10.03.1982       | 188              | libero           |
| 7               | Szymon Żurawski               | 14.07.1976       | 198              | atakujący        |
| 8               | Marcin Jarosz                 | 07.08.1980       | 195              | przyjmujący      |
| 9               | Łukasz Kruk                   | 11.05.1978       | 187              | rozgrywający     |
| 10              | Marcin Ciesielski             | 09.07.1982       | 195              | uniwersalny      |
| 11              | Tomáš Kmeť                    | 01.12.1981       | 202              | środkowy         |
| 12              | Roman Gulczyński              | 22.01.1983       | 194              | atakujący        |
| 17              | Serhij Żywołożnyj             | 15.05.1976       | 199              | przyjmujący      |
| Trenerzy        |                               |                  |                  |                  |
|                 | Ireneusz Kłos (od 09.02.2004) | Trener           | Trener           | Trener           |
|                 | Maciej Jarosz (do 09.02.2004) | Trener           | Trener           | Trener           |
|                 | Ireneusz Kłos (do 09.02.2004) | Asystent trenera | Asystent trenera | Asystent trenera |

| Ivett Jastrzębie Borynia | Ivett Jastrzębie Borynia | Ivett Jastrzębie Borynia | Ivett Jastrzębie Borynia | Ivett Jastrzębie Borynia |
| Nr                       | Imię i nazwisko          | Data ur.                 | Wzrost                   | Pozycja                  |
| ------------------------ | ------------------------ | ------------------------ | ------------------------ | ------------------------ |
| 1                        | Sławomir Szczygieł       | 02.06.1978               | 203                      | środkowy                 |
| 2                        | Marcin Wika              | 09.11.1983               | 194                      | przyjmujący              |
| 3                        | Przemysław Michalczyk    | 19.01.1973               | 189                      | przyjmujący              |
| 4                        | Grzegorz Pilarz          | 12.02.1980               | 188                      | rozgrywający             |
| 5                        | Radosław Rybak           | 25.03.1973               | 195                      | atakujący                |
| 6                        | Arkadiusz Terlecki       | 16.09.1980               | 201                      | środkowy                 |
| 7                        | Krzysztof Wójcik         | 20.10.1960               | 181                      | libero                   |
| 8                        | Michał Kaczmarek         | 26.12.1984               | 200                      | środkowy                 |
| 9                        | Wojciech Serafin         | 20.06.1978               | 194                      | przyjmujący              |
| 10                       | Piotr Gabrych            | 05.07.1972               | 197                      | przyjmujący              |
| 11                       | Grzegorz Nowak           | 11.03.1975               | 200                      | środkowy                 |
| 12                       | Pavel Chudík             | 19.05.1974               | 190                      | rozgrywający             |
| Trenerzy                 |                          |                          |                          |                          |
|                          | Igor Prieložný           | Trener                   | Trener                   | Trener                   |
|                          | Leszek Dejewski          | Asystent trenera         | Asystent trenera         | Asystent trenera         |

| KP Polska Energia Sosnowiec | KP Polska Energia Sosnowiec      | KP Polska Energia Sosnowiec | KP Polska Energia Sosnowiec | KP Polska Energia Sosnowiec |
| Nr                          | Imię i nazwisko                  | Data ur.                    | Wzrost                      | Pozycja                     |
| --------------------------- | -------------------------------- | --------------------------- | --------------------------- | --------------------------- |
| 1                           | Grzegorz Wagner                  | 13.12.1965                  | 182                         | rozgrywający                |
| 2                           | Łukasz Żygadło                   | 02.08.1979                  | 201                         | rozgrywający                |
| 3                           | Krzysztof Niedziela              | 11.06.1978                  | 194                         | atakujący                   |
| 4                           | Damian Dacewicz                  | 28.09.1974                  | 209                         | środkowy                    |
| 5                           | Sławomir Kudłaczewski            | 23.05.1972                  | 194                         | przyjmujący                 |
| 7                           | Jarosław Wojczuk (od 14.12.2003) | 08.06.1967                  | 192                         | przyjmujący                 |
| 8                           | Peter Diviš                      | 04.08.1978                  | 198                         | atakujący                   |
| 9                           | Jakub Łomacz                     | 14.03.1982                  | 187                         | przyjmujący                 |
| 10                          | Marcin Nowak                     | 17.10.1975                  | 215                         | środkowy                    |
| 11                          | Róbert Hupka                     | 30.07.1982                  | 198                         | przyjmujący                 |
| 5                           | Daniel Pliński                   | 10.12.1978                  | 204                         | środkowy                    |
| 15                          | Rafał Legień                     | 24.10.1969                  | 190                         | przyjmujący                 |
| Trenerzy                    |                                  |                             |                             |                             |
|                             | Jerzy Salwin (od 17.12.2003)     | Trener                      | Trener                      | Trener                      |
|                             | Andrzej Urbański (do 14.12.2003) | Trener                      | Trener                      | Trener                      |
|                             | Jacek Stychno                    | Asystent trenera            | Asystent trenera            | Asystent trenera            |

| Mostostal-Azoty Kędzierzyn-Koźle                                              | Mostostal-Azoty Kędzierzyn-Koźle | Mostostal-Azoty Kędzierzyn-Koźle | Mostostal-Azoty Kędzierzyn-Koźle | Mostostal-Azoty Kędzierzyn-Koźle |
| Nr                                                                            | Imię i nazwisko                  | Data ur.                         | Wzrost                           | Pozycja                          |
| ----------------------------------------------------------------------------- | -------------------------------- | -------------------------------- | -------------------------------- | -------------------------------- |
| 2                                                                             | Roland Dembończyk                | 12.08.1971                       | 196                              | atakujący                        |
| 3                                                                             | Piotr Lipiński                   | 04.01.1979                       | 195                              | rozgrywający                     |
| 6                                                                             | Marek Kardoš                     | 15.04.1974                       | 187                              | rozgrywający                     |
| 7                                                                             | Dušan Kubica                     | 12.12.1972                       | 186                              | libero                           |
| 8                                                                             | Rafał Musielak                   | 22.08.1973                       | 194                              | przyjmujący                      |
| 9                                                                             | Jiří Popelka                     | 11.05.1977                       | 204                              | atakujący                        |
| 10                                                                            | Robert Szczerbaniuk              | 29.05.1977                       | 199                              | środkowy                         |
| 12                                                                            | Jarosław Stancelewski            | 11.05.1974                       | 204                              | środkowy                         |
| 15                                                                            | Artur Augustyn                   | 06.01.1983                       | 197                              | środkowy                         |
| 16                                                                            | Aleksander Januszkiewicz         | 25.05.1979                       | 200                              | środkowy                         |
| 17                                                                            | Bartłomiej Soroka                | 17.01.1979                       | 200                              | przyjmujący                      |
| 18                                                                            | Michał Chadała                   | 15.10.1977                       | 197                              | przyjmujący                      |
| Trenerzy                                                                      |                                  |                                  |                                  |                                  |
|                                                                               | Waldemar Wspaniały               | Trener                           | Trener                           | Trener                           |
|                                                                               | Andrzej Kubacki                  | Asystent trenera                 | Asystent trenera                 | Asystent trenera                 |
| Uwagi                                                                         |                                  |                                  |                                  |                                  |
| Paweł Siezieniewski ze względu na kontuzję nie został zgłoszony do rozgrywek. |                                  |                                  |                                  |                                  |

| NKS Nysa | NKS Nysa                       | NKS Nysa   | NKS Nysa | NKS Nysa     |
| Nr       | Imię i nazwisko                | Data ur.   | Wzrost   | Pozycja      |
| -------- | ------------------------------ | ---------- | -------- | ------------ |
| 1        | Jarosław Macionczyk            | 22.01.1979 | 190      | rozgrywający |
| 2        | Krzysztof Lewicki              | 05.05.1985 | 190      | przyjmujący  |
| 3        | Piotr Gacek                    | 16.09.1978 | 185      | libero       |
| 4        | Marek Kucharski                | 02.01.1977 | 198      | środkowy     |
| 5        | Marcin Kudłacik                | 15.03.1981 | 198      | środkowy     |
| 6        | Rafał Jamrozowicz              | 10.01.1985 | 193      | atakujący    |
| 7        | Marcin Kasprzak                | 28.07.1980 | 193      | atakujący    |
| 8        | Mariusz Syguła                 | 28.12.1982 | 190      | rozgrywający |
| 9        | Adrian Patucha                 | 25.06.1983 | 196      | atakujący    |
| 10       | Jakub Markiewicz               | 15.07.1972 | 206      | środkowy     |
| 11       | Michał Jaszewski               | 30.04.1979 | 189      | przyjmujący  |
| 12       | Adam Kurek                     | 20.04.1968 | 196      | przyjmujący  |
| 13       | Piotr Łuka                     | 09.06.1980 | 191      | przyjmujący  |
| 16       | Filip Szewczyk (od 28.12.2003) | 17.01.1978 | 192      | rozgrywający |
| 18       | Arkadiusz Olejniczak           | 30.01.1984 | 191      | atakujący    |
| Trenerzy |                                |            |          |              |
|          | Włodzimierz Madej              | Trener     | Trener   | Trener       |

| Pamapol AZS Częstochowa | Pamapol AZS Częstochowa | Pamapol AZS Częstochowa | Pamapol AZS Częstochowa | Pamapol AZS Częstochowa |
| Nr                      | Imię i nazwisko         | Data ur.                | Wzrost                  | Pozycja                 |
| ----------------------- | ----------------------- | ----------------------- | ----------------------- | ----------------------- |
| 1                       | Radosław Panas          | 11.05.1970              | 195                     | przyjmujący             |
| 2                       | Krzysztof Gierczyński   | 23.01.1976              | 193                     | przyjmujący             |
| 3                       | Maciej Kordysz          | 02.08.1985              | 196                     | przyjmujący             |
| 4                       | Wojciech Jurkiewicz     | 21.06.1977              | 205                     | środkowy                |
| 5                       | Arkadiusz Gołaś         | 10.05.1981              | 201                     | środkowy                |
| 6                       | Marcin Kryś             | 15.01.1983              | 197                     | libero                  |
| 7                       | Paweł Woicki            | 29.06.1983              | 183                     | rozgrywający            |
| 8                       | Jakub Oczko             | 27.12.1981              | 193                     | rozgrywający            |
| 9                       | Jacek Pić               | 05.06.1984              | 197                     | przyjmujący             |
| 10                      | Grzegorz Szymański      | 12.07.1978              | 202                     | atakujący               |
| 11                      | Andrzej Szewiński       | 20.02.1970              | 198                     | atakujący               |
| 12                      | Grzegorz Kokociński     | 18.09.1981              | 195                     | środkowy                |
| 13                      | Michał Winiarski        | 28.09.1983              | 200                     | przyjmujący             |
| Trenerzy                |                         |                         |                         |                         |
|                         | Edward Skorek           | Trener                  | Trener                  | Trener                  |
|                         | Stanisław Gościniak     | Asystent trenera        | Asystent trenera        | Asystent trenera        |

| PZU AZS Olsztyn | PZU AZS Olsztyn   | PZU AZS Olsztyn  | PZU AZS Olsztyn  | PZU AZS Olsztyn  |
| Nr              | Imię i nazwisko   | Data ur.         | Wzrost           | Pozycja          |
| --------------- | ----------------- | ---------------- | ---------------- | ---------------- |
| 1               | Tomasz Kowalczyk  | 15.03.1976       | 198              | środkowy         |
| 2               | Wojciech Grzyb    | 04.01.1981       | 206              | środkowy         |
| 4               | Mariusz Szyszko   | 08.03.1969       | 186              | rozgrywający     |
| 5               | Paweł Zagumny     | 18.10.1977       | 200              | rozgrywający     |
| 6               | Piotr Poskrobko   | 07.07.1973       | 194              | przyjmujący      |
| 7               | Paweł Kuciński    | 15.03.1973       | 193              | libero           |
| 8               | Krzysztof Śmigiel | 06.05.1974       | 198              | uniwersalny      |
| 9               | Adam Kurian       | 07.10.1982       | 202              | atakujący        |
| 11              | Łukasz Kadziewicz | 20.09.1980       | 206              | środkowy         |
| 12              | Mark Siebeck      | 14.10.1975       | 195              | przyjmujący      |
| 14              | Paweł Papke       | 13.02.1977       | 196              | atakujący        |
| 15              | Mariusz Sordyl    | 27.11.1969       | 198              | atakujący        |
| Trenerzy        |                   |                  |                  |                  |
|                 | Grzegorz Ryś      | Trener           | Trener           | Trener           |
|                 | Stanisław Iwaniak | Asystent trenera | Asystent trenera | Asystent trenera |